# San Cristóbal y Nieves
San Cristóbal y Nieves (en inglés: Saint Kitts and Nevis), oficialmente Federación de San Cristóbal y Nieves (en inglés: Federation of Saint Christopher and Nevis), es un país del norte antillano, en concreto de las Islas de Barlovento, debiendo su nombre precisamente a este par de islas. Cristóbal Colón colonizó estas islas en su segundo viaje a este continente, llamando a la mayor San Cristóbal en honor al colonizador de América y Nieves a la segunda por la nieve de su cumbre (causada en realidad por las nubes), en alusión a un milagro de la Virgen María con la advocación de Nuestra Señora de las Nieves y ocurrido en el monte Esquilino, en Roma, en el siglo IV.
Es el país más pequeño del continente americano, tanto en tamaño como en población por lo que es considerado un microestado. San Cristóbal y Nieves poseen una superficie de 261 kilómetros cuadrados (San Cristóbal 168 y Nieves 93) y una población de 54.961 habitantes. Su capital y ciudad más poblada es Basseterre, en San Cristóbal. Forma parte del Caribe anglófono.
Las dos islas están separadas por el estrecho de Narrows, de 3 km. El pico más alto de las islas se encuentra en San Cristóbal, es el Monte Liamuiga con una altitud de 1156 m. La mayoría de la población en la isla son descendientes de los esclavos africanos subsaharianos. Las dos islas fueron el hogar de las primeras colonias británicas y francesas en el Caribe, por lo que también se ha titulado "La colonia madre de las Indias Occidentales". En 1998 la mayoría de los habitantes de la isla de Nieves (Nevis) votaron por la independencia de la Federación pero no alcanzaron la mayoría requerida por la Constitución.

## Etimología
San Cristóbal fue nombrado "Liamuiga" por los indios kalinago que habitaban la isla. Este nombre, traducido al castellano significa "tierra fértil", lo que es un testimonio de la rica tierra volcánica de la isla y una alta productividad. El nombre precolombino de Nieves fue "Oualie", que se traduce como "tierra de las bellas aguas", se refiere presumiblemente al agua dulce de la isla, con muchas fuentes y manantiales calientes volcánicos. Cristóbal Colón, al observar lo que ahora se llama Nieves en 1498, dio a la isla el nombre de San Martín. Sin embargo, la confusión originada por el mal trazado de numerosas pequeñas islas de la cadena de Sotavento, produjo que el nombre terminara siendo asignado accidentalmente a otra isla, la que ahora se conoce como la isla de San Martín.
El nombre inglés Nevis deriva del nombre español Nuestra Señora de las Nieves, mediante un proceso de abreviación y transformación al inglés. No se sabe quién eligió este nombre para la isla, aunque es una referencia a un milagro de la religión cristiana del siglo cuarto: una nevada en el monte Esquilino, en Roma. Es de suponer que las nubes blancas que por lo general cubren la parte superior del Pico Nevis recordaron a alguien la historia de una nevada milagrosa en un clima caliente. El primer asentamiento británico en la isla de Nieves se conoció como Dulcina. El nombre original de la isla en español, Nuestra Señora de las Nieves, se mantuvo, aunque pronto fue acortado a Nieves.
Hay un cierto desacuerdo sobre el nombre que Colón le dio a San Cristóbal. Durante muchos años se pensó que la llamó San Cristóbal en honor de su santo patrono San Cristóbal, patrón de los viajeros. Sin embargo, nuevos estudios sugieren que Colón la llamó la isla de Sant Yago. El nombre de San Cristóbal se le dio al parecer por Colón a la isla ahora conocida como Saba, 20 kilómetros al noroeste. Parece que San Cristóbal llegó a ser aplicado a la isla sólo como el resultado de un error de asignación. De cualquier forma, la isla estaba bien documentada como San Cristóbal en el siglo XVII. Los colonos británicos al principio, guardaron la traducción al inglés de este nombre, y la llamaron St Cristopher's Island. En el siglo XVII Kit, o Kitt, fue una abreviatura común para el nombre de Cristopher, por lo que se refería de manera informal a la isla como Saint Kitt's Island, que se redujo aún más a Saint Kitts.
Hoy en día la Constitución se refiere a la nación, en inglés, como Saint Kitts and Nevis como nombre corto y Federation of Saint Cristopher and Nevis como nombre completo, pero la primera es la forma más usada.

## Historia

### Periodo precolombino
Los primeros nativos que vivieron en las islas, hace ya 3.000 años, se llamaban Ciboney. Sin embargo, la falta de cerámica hace que su origen y cronología sean inciertos. Les siguieron los pueblos arawak o taínos en el año 800 d. C.

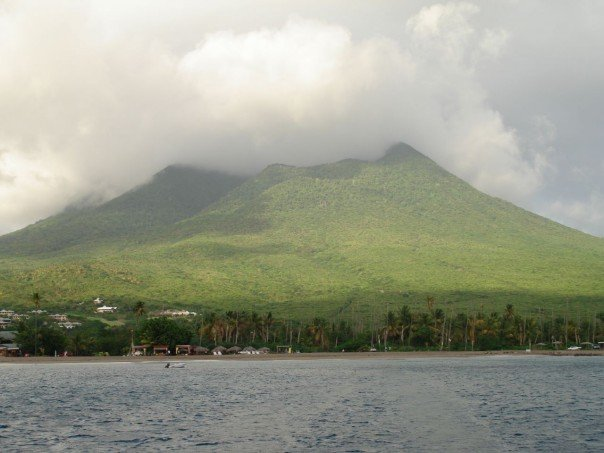
Nubes cubriendo el Pico Nevis en la Isla de Nieves, este fenómeno hizo que los españoles le dieran este nombre a la isla

Les siguieron los belicosos caribes isleños, que ya se habían expandido al norte de San Cristóbal en la época de la conquista española. El pico de población nativa se produjo entre el 500 y el 600 d. C.

### Los primeros europeos
Los primeros europeos que vieron y nombraron las islas fueron los españoles con Cristóbal Colón, que las avistaron el 11 y el 13 de noviembre de 1493 durante su segundo viaje. Llamó a San Cristóbal San Jorge y a Nieves San Martín (avistada el día de San Martín). En 1540, los españoles utilizaron el nombre de Nieves, una abreviatura de Santa María de las Nieves (“Nuestra Señora de las Nieves”), en referencia a su cubierta de nubes que se asemeja a la nieve.
El corsario Francis Drake menciona haber visitado la isla de San Cristóbal en 1585 durante la Navidad.
El siguiente encuentro europeo se produjo en junio de 1603, cuando Bartholomew Gilbert recogió a Lignum vitae en Nieves antes de detenerse en San Cristóbal. En 1607, el capitán John Smith se detuvo en Nieves durante cinco días en su camino hacia la fundación del primer asentamiento exitoso en Virginia. Smith documentó las numerosas fuentes termales de Nieves, cuyas aguas tenían notables capacidades curativas contra las dolencias de la piel y la mala salud. Robert Harcourt se detuvo en Nieves en 1608.

### SigloXVII

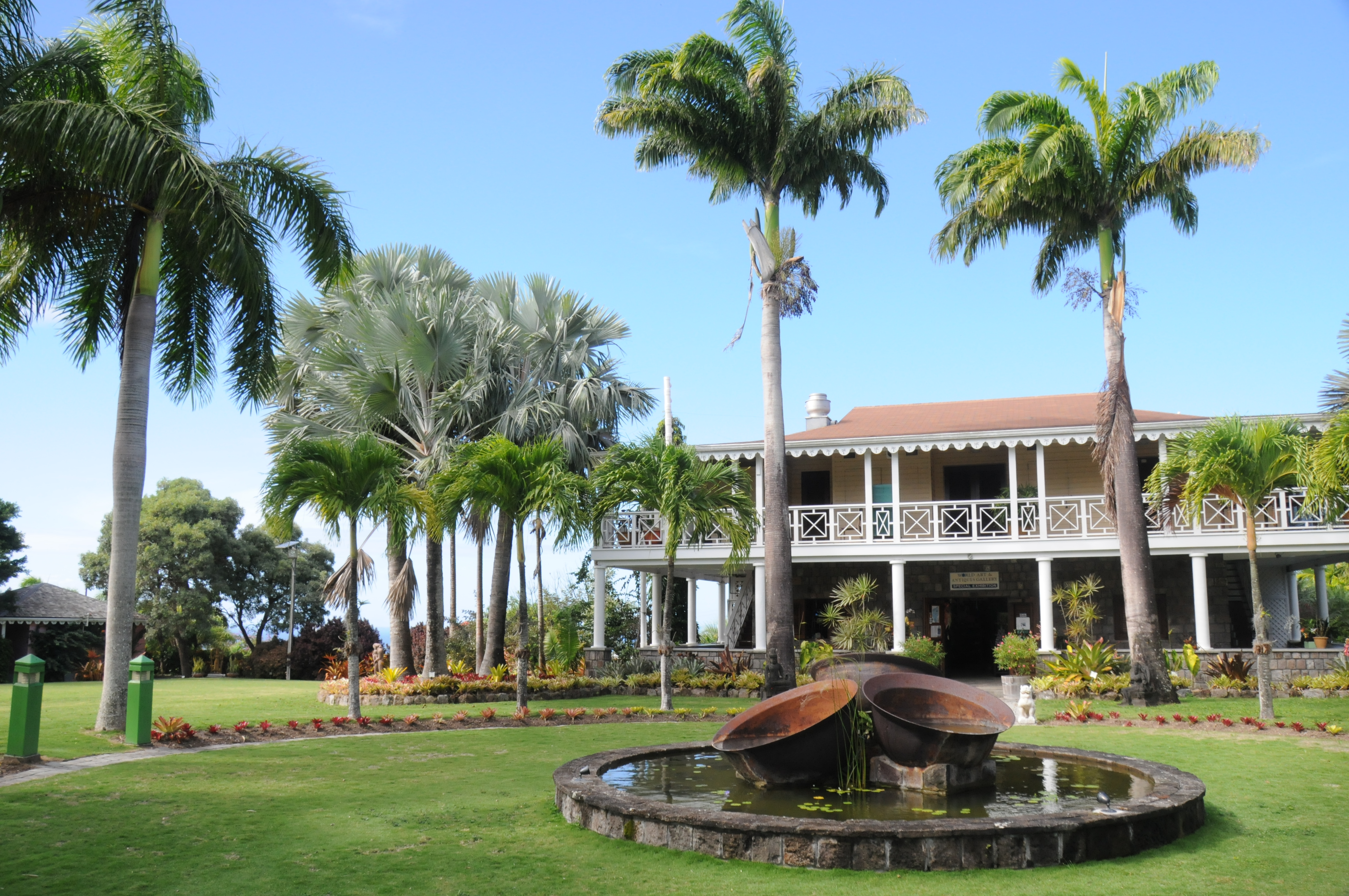
Antiguas calderas de caña de azúcar en Nieves. Desde el y por 360 años la producción de Azúcar fue la base de la economía local

En 1620, Ralph Merifield y Sir Thomas Warner recibieron del rey Jacobo I una patente real para colonizar las islas de Sotavento, pero con la autoridad general a través de James Hay, primer conde de Carlisle. Merifield y Warner formaron la compañía Merwars Hope, que pasó a llamarse Society of Adventurers, que se fusionó con la Royal African Company en 1664. Warner llegó a San Cristóbal el 28 de enero de 1623 con 15 colonos y llegó a un acuerdo con el jefe caribe Ouboutou Tegremante. Ya había tres franceses en la isla, refugiados hugonotes, piratas o náufragos. El huracán de septiembre de 1623 acabó con su cosecha de tabaco y verduras, pero la colonia sobrevivió y creció. Los Hopewell llegaron en 1624, y entre ellos estaba el amigo de Warner, el coronel John Jaeffreson, que construyó la mansión de Wingfield. Este Jaeffreson puede haber sido un antepasado de Thomas Jefferson.
En 1625, un capitán francés, Pierre Belain d'Esnambuc, llegó a San Cristóbal a bordo de su bergantín de 14 cañones y una tripulación de 40 personas. Había escapado de una batalla de tres horas con un buque de guerra español de 35 cañones cerca de las Islas Caimán. En 1627, Warner y d'Esnambuc dividieron la isla en cuatro cuartas partes, controlando los ingleses la mitad central y los franceses las últimas. El cardenal Richelieu formó la Compagnie de Saint-Christophe en 1626, y se compraron 40 esclavos de Senegal. En 1635, el número de esclavos en San Cristóbal había aumentado a 500-600, y en 1665 la Compañía Francesa de las Indias Occidentales sustituyó a la Compagnie.

Como la población europea en San Cristóbal seguía aumentando, el jefe Tegremond se volvió hostil a los extranjeros en 1626 y planeó su eliminación con la ayuda de otros caribes de la isla. Sin embargo, una nativa llamada Barbe informó a Warner y d'Esnambuc del complot y éstos decidieron actuar. Los europeos actuaron emborrachando a los indios en una fiesta antes de regresar a su poblado, donde 120 fueron asesinados mientras dormían. Al día siguiente, en un lugar ahora llamado Bloody Point, con un barranco conocido como Bloody River, más de 2.000 caribes fueron masacrados. En 1640, los caribes restantes que no estaban esclavizados en San Cristóbal, Nieves y Antigua, fueron trasladados a Dominica. 

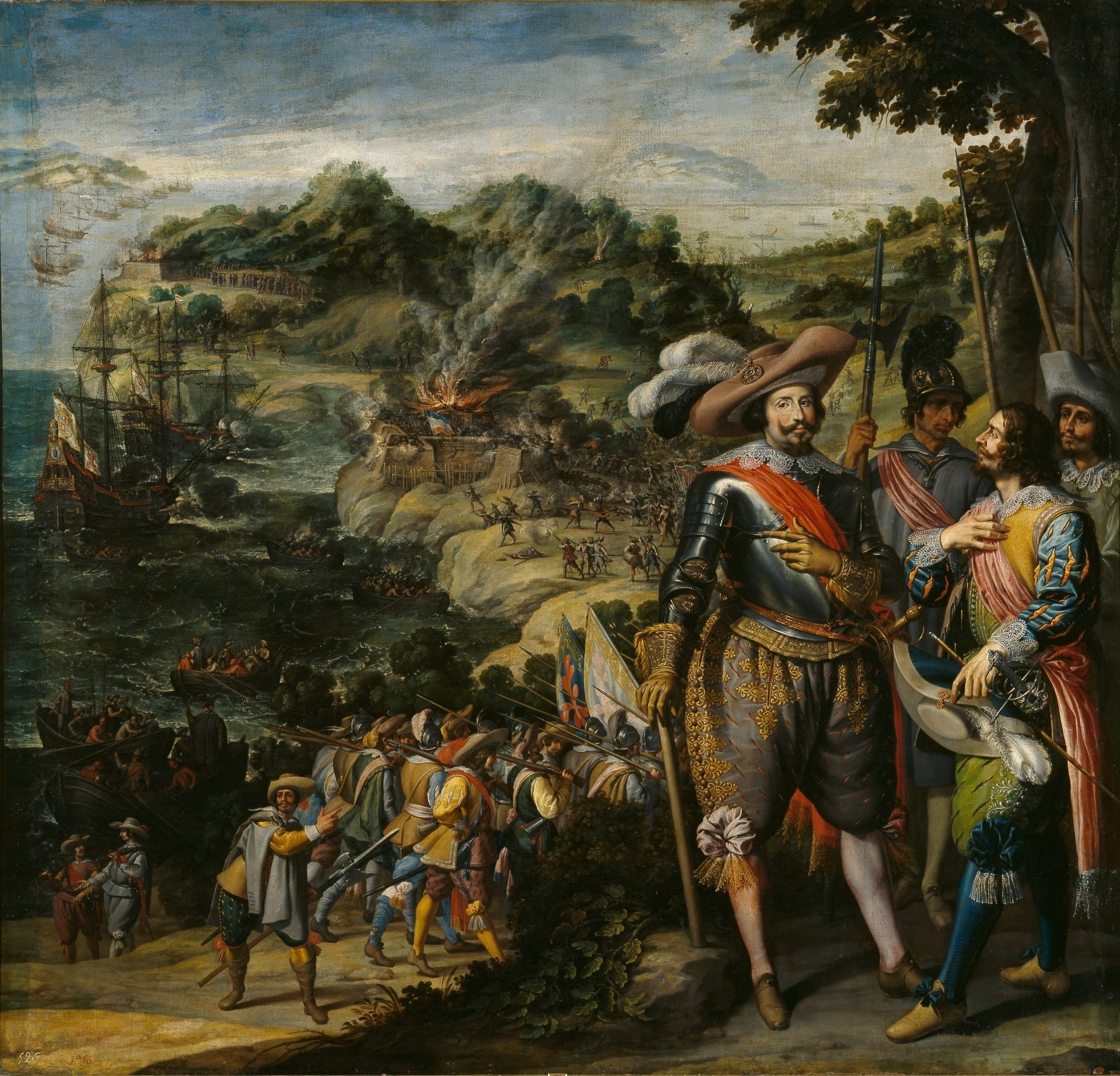
Recuperación de la Isla de San Cristóbal por Fadrique Álvarez de Toledo Osorio (1629), del pintor Félix Castelo.

En 1628, Warner permitió que Anthony Hilton se estableciera en Nieves, junto con otras 80 personas de San Cristóbal. Hilton había escapado recientemente del asesinato de su sirviente, y decidió vender su plantación de San Cristóbal. A los 80 de Hilton se les unieron otros 100 colonos, originalmente con destino a Barbuda.
La colonización inglesa de 1629 fue dirigida por George Donne. Ambas potencias procedieron entonces a colonizar las islas vecinas desde sus bases. Los ingleses colonizaron Nieves (1628), Antigua (1632), Montserrat (1632) y más tarde Anguila (1650), Barbuda (1666) y Tórtola (1672). Los franceses colonizaron Martinica (1635), el archipiélago de Guadalupe (1635), San Martín (1648), San Bartolomé (1648) y Santa Cruz (1665-1700).

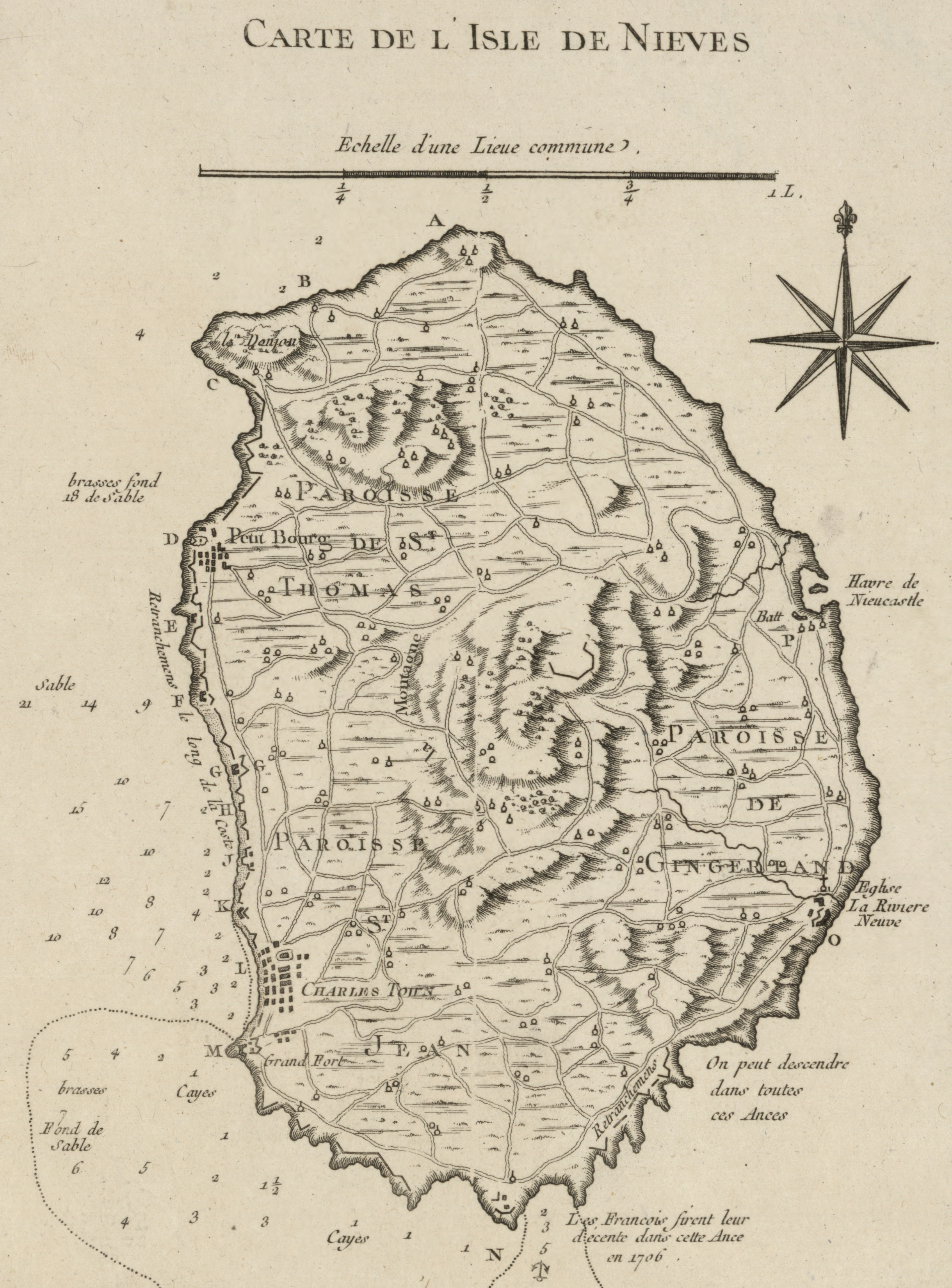
Mapa francés de la Isla de Nieves de 1764

San Cristóbal y Nieves sufrió una fuerte incursión española en 1629, dirigida por Fadrique de Toledo, I marqués de Villanueva de Valdueza. Todos los asentamientos fueron destruidos, nueve rehenes fueron llevados a España y 600 hombres fueron llevados a trabajar a las minas de la América española. Cuatro barcos debían llevar al resto de vuelta a Inglaterra, pero regresaron a las islas poco después de la partida de los españoles. Este fue el único intento español de mantener a los ingleses y franceses fuera de las Islas de Sotavento.
Durante la batalla de la Higuera, en 1635, los franceses expulsaron por la fuerza a los colonos ingleses que habían invadido la parte francesa de San Cristóbal. Los franceses utilizaron 250 esclavos armados en el conflicto.
El primer cultivo comercial de las islas fue el tabaco, junto con el jengibre y el tinte índigo. Sin embargo, la producción de las colonias caribeñas y norteamericanas desinfló el precio, lo que provocó una moratoria de 18 meses en el cultivo de tabaco en San Cristóbal en 1639. Esto impulsó la producción de azúcar de caña en San Cristóbal en 1643, y en Nieves en 1648. Se construyeron molinos de viento para triturar las cañas y extraer el jugo. Los plantadores se hicieron prósperos e incluso ricos, y Nieves se convirtió en la colonia británica más rica del hemisferio occidental en 1652. En 1776, San Cristóbal era la colonia británica más rica per cápita. Aunque los sirvientes contratados eran comunes en las islas, menos de la mitad sobrevivían a su servidumbre, y el trabajo de campo requería esclavos africanos. A finales del siglo XVII había el doble de esclavos que europeos en San Cristóbal. En 1675, la población de Nieves era de unos 8.000 habitantes, la mitad negros. En 1780, la población de Nieves había crecido hasta los 10.000 habitantes, el 90% negros. Las condiciones de vida y de trabajo de los esclavos eran muy duras, ya que sólo duraban entre ocho y doce años en los campos, y en el siglo XVIII, dos quintas partes morían al año de su llegada. Alrededor del 22% murieron en el Paso Medio.
Con la muerte de d'Esnambuc en 1635, Phillippe de Longvilliers de Poincy se convirtió en teniente general de las Islas de América y capitán general de San Cristóbal el 20 de febrero de 1639. El rey de Francia había vendido la parte francesa de la isla a la Orden de San Juan. Descontento con la independencia de De Poincy, el rey de Francia envió a Noel de Patrocles de Thoisy para sustituirlo. Sin embargo, De Thoisy fue rechazado, capturado y enviado de vuelta a Francia, junto con sus aliados los monjes capuchinos. De Poincy inició la construcción de su Château de la Montagne en 1642, donde residió hasta su muerte en 1650. Le sucedió el gobernador de Sales.
En 1652, la escuadra del príncipe Rupert visitó Nieves e intercambió fuego con el fuerte de Pelican Point, tras la derrota realista en la guerra civil inglesa.

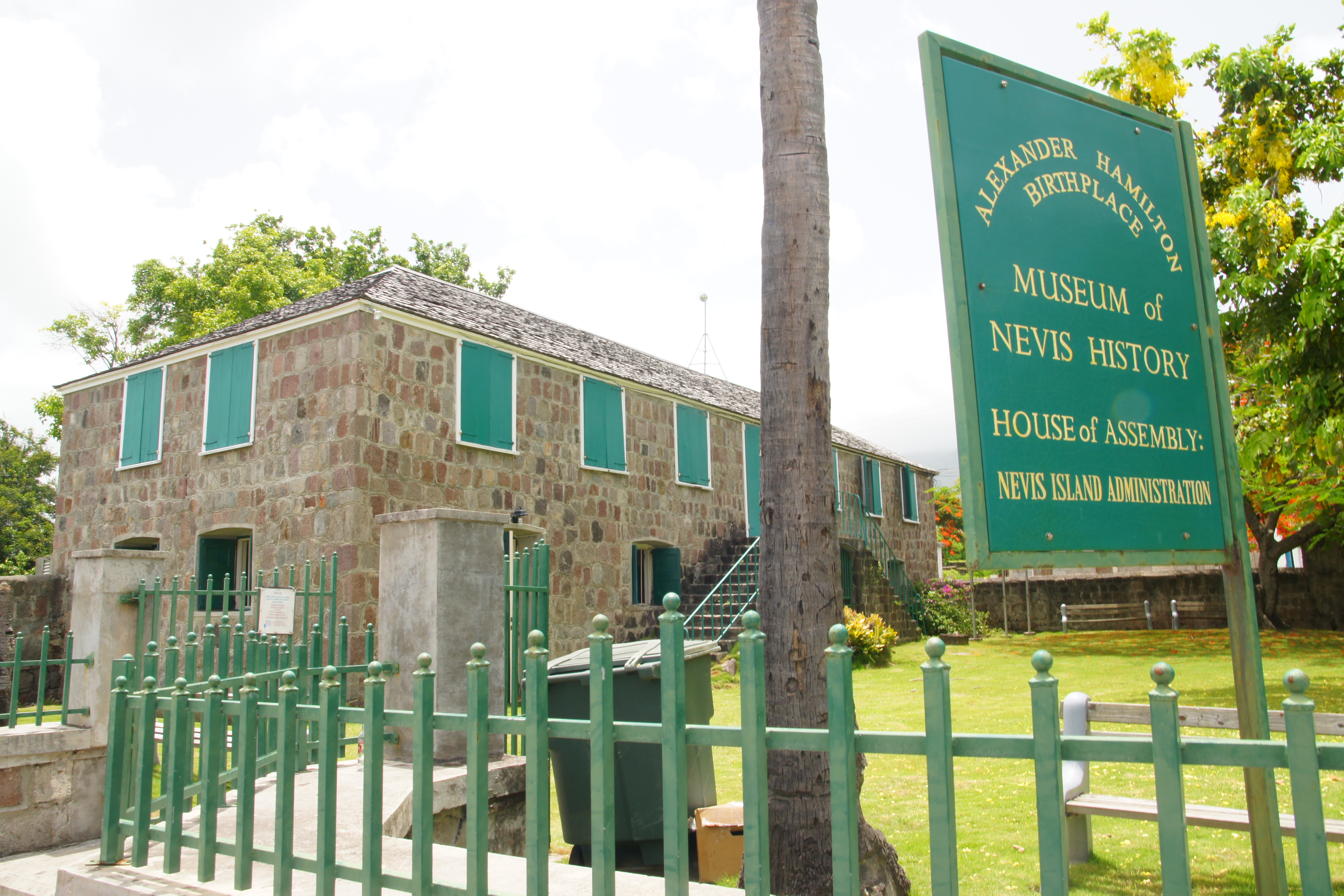
Museo de Historia de Nieves, construido en 1680 es el lugar de nacimiento de Alexander Hamilton uno de los padres fundadores de Estados Unidos

Durante la Segunda Guerra Anglo-Holandesa, la relación entre los colonos franceses e ingleses se agrió, ya que sus países de origen estaban en guerra. El 21 de abril de 1666, el gobernador francés Charles de Sales reunió 800 soldados y 150-200 esclavos en Palmetto Point. Mientras los franceses avanzaban hacia Sandy Point, donde esperaba el gobernador inglés William Watts, los franceses fueron emboscados por 400 soldados ingleses y de Sales fue asesinado. Claude de Roux de Saint-Laurent asumió el mando y los franceses contraatacaron, obligando a los ingleses a retirarse. El 22 de abril, durante la batalla de Sandy Point, 1.400 soldados ingleses al mando del gobernador Watts, entre los que se encontraban 260 bucaneros del coronel Morgan, no consiguieron detener a 350 franceses. El gobernador Watts fue asesinado, y los ingleses dispararon sus cañones en Fort Charles antes de huir a Old Road Town. Muchos de los ingleses huyeron entonces a Nieves mientras los franceses tomaban el control de San Cristóbal. Los franceses intentaron entonces tomar Nieves, pero fueron rechazados por los ingleses en Pinney's Beach. Los refuerzos ingleses a Nieves no llegaron cuando la flota de Willoughby se hundió en el huracán del 15 de agosto de 1666. El Armes d'Angleterre partió de Basseterre en abril de 1667 con Joseph-Antoine de La Barre a bordo. El barco francés se encontró con el HMS Winchester, inicio de un bloqueo inglés, y entabló una larga batalla antes de hundirlo y regresar a San Cristóbal. Finalmente, los ingleses rechazaron un intento de invasión de Nieves en mayo de 1667 durante la batalla de Nieves. Sin embargo, el Tratado de Breda restableció el statu quo.
El Tratado de Madrid de 1670 supuso el reconocimiento de las colonias inglesas en el Caribe por parte de España a cambio de la reducción de los ataques piratas. Como consecuencia, Inglaterra estableció el Tribunal del Almirantazgo en Nieves. Los culpables de piratería fueron ahorcados en Gallows Bay.
En 1689, durante la Guerra de la Gran Alianza, el gobernador francés de Salnave envió tropas para saquear el lado inglés, con ayuda irlandesa, mientras que la flota del conde de Blanc llegó a Basseterre con 1.200 soldados. Los franceses sitiaron a las tropas del gobernador inglés Thomas Hill en Fort Charles, forzando su rendición el 15 de agosto de 1689. Los ingleses fueron enviados de nuevo a Nieves mientras los irlandeses se hacían cargo de sus plantaciones. El 24 de junio de 1690, el gobernador de las Islas de Sotavento, Sir Christopher Codrington, y Sir Timothy Thornhill, operando desde Nieves, desembarcaron una fuerza inglesa de 3.000 hombres en San Cristóbal. Operando desde Timothy's Beach y Frigate Bay, marcharon hacia Basseterre y luego sitiaron a los franceses en Fort Charles. Los franceses se rindieron el 16 de julio y fueron deportados a Santo Domingo. Los franceses habían utilizado cañones en Brimstone Hill en su asedio de 1689, y en 1690 los británicos comenzaron a construir la fortaleza de Brimstone Hill. El Tratado de Rijswijk de 1697 restableció el statu quo. Un dato interesante es que el corsario Blessed William del capitán William Kidd ayudó a Codrington durante esta guerra.
En 1690, un gran terremoto y un tsunami destruyeron la ciudad de Jamestown, entonces capital de Nieves. Los daños fueron tan grandes que la ciudad quedó completamente abandonada. Se cree que toda la ciudad se hundió en el mar, pero desde entonces, la tierra se ha desplazado al menos 100 yardas (91 m) hacia el oeste. Eso significa que todo lo que queda de Jamestown estaría ahora bajo tierra, cerca de donde se construyó el Fuerte Ashby en 1701. La capital se trasladó al sur, a la ciudad de Charlestown.

### SigloXVIII
San Cristóbal y Nieves sufrirían más devastación durante la guerra de sucesión española, aunque el impacto local de ese conflicto comenzó con el gobernador francés de San Cristóbal, el conde Jean-Baptiste de Gennes, que rindió la isla sin luchar a Sir Christopher Codrington, gobernador de las Islas Leewards inglesas, y al coronel Walter Hamilton en 1702. Los habitantes franceses de San Cristóbal fueron trasladados pacíficamente a otras islas. Los franceses tomaron represalias en 1705 con un bombardeo de cinco días sobre Nieves por parte del almirante Louis-Henri de Chavagnac antes de dirigirse a San Cristóbal. Allí los franceses saquearon el barrio inglés después de desembarcar en la Bahía de las Fragatas, llevándose entre 600 y 700 esclavos. Luego, el Viernes Santo de 1706, los franceses al mando de Pierre Le Moyne d'Iberville atacaron Nieves, capturando el Fuerte Charles y luego saqueando e incendiando Charlestown. Una vez más, se llevaron 3.400 esclavos, aunque varios más escaparon a Maroon Hill y formaron un ejército de esclavos, que resistió eficazmente el ataque francés. Antes de marcharse, los franceses dejaron Nieves en ruinas, incluidas sus fábricas de azúcar. El huracán de 1707 causó más daños a Nieves. Pasaron 80 años antes de que la producción de azúcar en Nieves alcanzara el nivel logrado en 1704. En 1713 se firmó el Tratado de Utrecht, en el que los franceses cedían su parte de San Cristóbal a los británicos.
En 1720, la población de San Cristóbal superaba por primera vez a la de Nieves. En 1724, la población de San Cristóbal constaba de 4.000 blancos y 11.500 negros, mientras que Nieves tenía 1.100 blancos y 4.400 negros. En 1774, la población de San Cristóbal era de 1.900 blancos y 23.462 negros, mientras que Nieves tenía 1.000 blancos y 10.000 negros.
Tras obtener el control de toda la isla en 1713, los británicos pronto trasladaron la capital de la isla a la ciudad de Basseterre en 1727, y San Cristóbal despegó rápidamente como líder en la producción de azúcar en el Caribe. Mientras las condiciones en San Cristóbal mejoraban, Nieves experimentaba un declive. Los años de monocultivo, así como la fuerte erosión del suelo debido a la elevada pendiente de la isla, hicieron que su producción de azúcar disminuyera continuamente.
Alexander Hamilton, el primer Secretario del Tesoro de Estados Unidos, nació en Nieves; pasó su infancia allí y en Santa Cruz (Islas Vírgenes Danesas), entonces perteneciente a Dinamarca, y ahora una de las Islas Vírgenes de Estados Unidos.
James Ramsay (abolicionista) fue ordenado sacerdote en la parroquia de Saint John Capisterre en 1762. Continuó con sus actividades abolicionistas y su preocupación por el bienestar de los esclavos hasta que abandonó la isla en 1781.
John Huggins construyó el primer hotel turístico del Caribe en 1778. El Hotel Bath se construyó sobre el emplazamiento de una de las famosas fuentes termales de la isla, Bath Spring. La isla se convirtió así en el primer lugar de América en practicar oficialmente el turismo. La popularidad de Nieves como destino creció, y siguió siendo del agrado de las clases altas británicas, como Samuel Taylor Coleridge, Lord Nelson y el príncipe Guillermo Enrique, hasta que cerró en la década de 1870. El hotel abrió brevemente desde 1910 hasta la década de 1930, tras ser reformado por los hermanos Gillespie. Albergó a las tropas en la Segunda Guerra Mundial, y al Departamento de Policía y al Tribunal de Primera Instancia desde 1995 hasta 1999.
En 1776, San Cristóbal se había convertido en la colonia británica más rica del Caribe, per cápita. Los ataques de los franceses se sucedieron a lo largo del siglo XVIII, incluyendo el asedio de Brimstone Hill y la batalla de San Cristóbal en 1782. La consolidación del dominio británico se reconoció finalmente en el Tratado de Versalles de 1783.

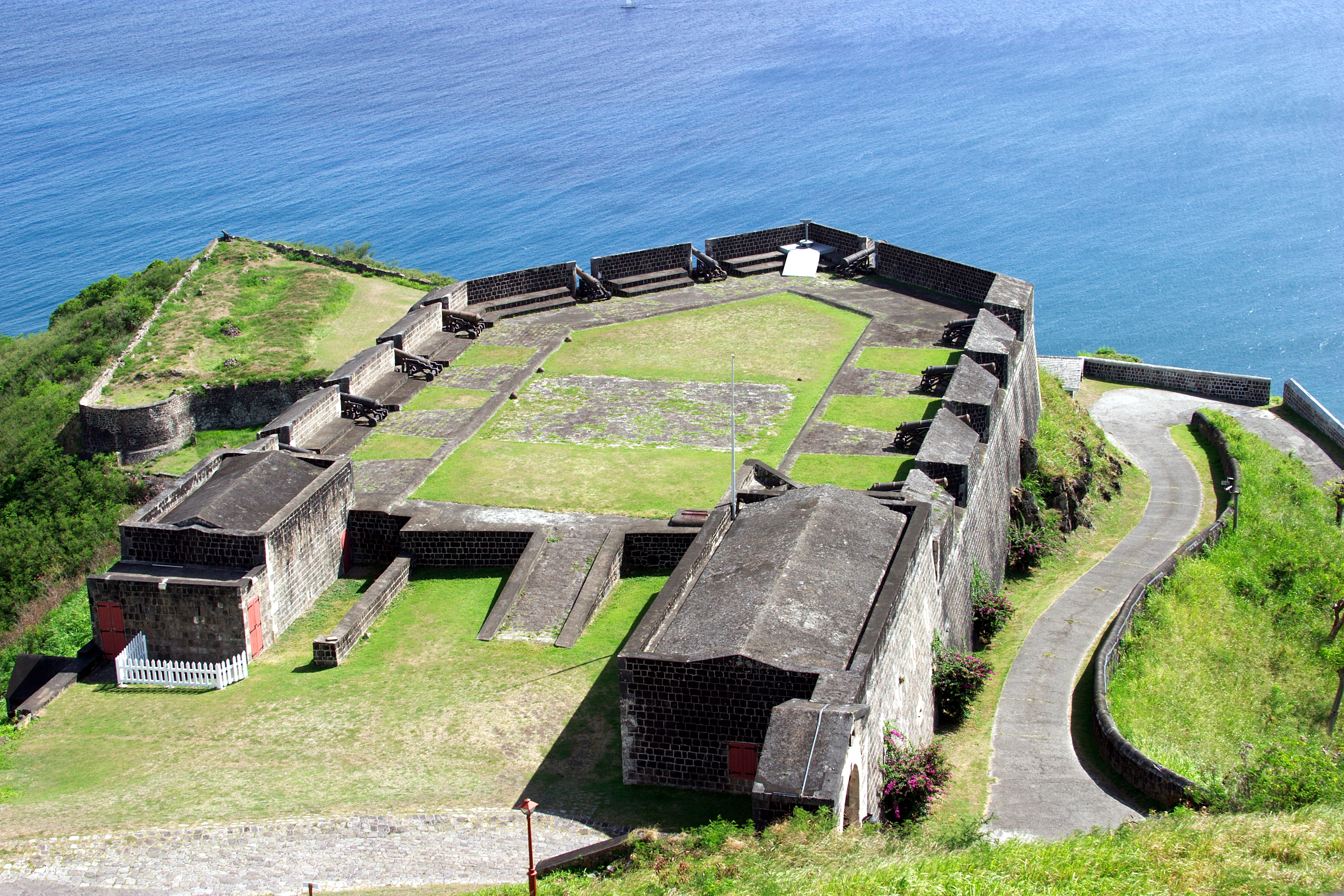
La fortaleza de Brimstone Hill, foco de la exitosa invasión francesa de 1782

El 11 de marzo de 1787, el capitán Nelson se casó con Frances Woolward Nisbet, sobrina de John Herbert, presidente del Consejo de Nieves. Se casaron en la plantación Montpelier, con el príncipe Guillermo Enrique como padrino.
En 1799, el USS Constellation se enfrentó al buque mercante francés L'Insurgent frente a Nieves durante la Cuasi-Guerra. El buque estadounidense obtuvo una primera victoria para la Armada de los Estados Unidos, trayendo al asaltante comercial francés capturado de vuelta a San Cristóbal.
La Iglesia católica fue traída por los franceses, y la Iglesia de Inglaterra por los ingleses, aunque desde 1684 existía en Nieves una sinagoga judía. La Iglesia Morava se estableció en San Cristóbal en 1777, y contaba con 2.500 personas en 1790. El obispo Thomas Coke realizó la primera de sus tres visitas a Nieves y San Cristóbal en 1788, estableciendo la Iglesia Metodista en la isla. El número de miembros aumentó a 1.800 en Nieves y a 1.400 en San Cristóbal en 1789.

### SigloXIX
En 1804, el almirante francés Édouard Thomas Burgues de Missiessy y el general La Grange obligaron a Nieves y San Cristóbal a pagar rescates de 4.000 y 18.000 libras respectivamente. A esto le siguió la incursión de Jérôme Bonaparte en 1806.
En 1806, el gobierno caribeño de las Islas de Sotavento se dividió en dos grupos, con Antigua, Barbuda, Redonda y Montserrat en un grupo, y San Cristóbal, Nieves, Anguila y las Islas Vírgenes Británicas en el otro. Sin embargo, las islas de la nueva agrupación pudieron mantener sus grandes grados de autonomía. La agrupación se dividió por completo en 1816.
Lord Combermere compró Russell's Rest Plantation tras la derrota de Francia en la batalla de Waterloo. El pueblo y la escuela de Combermere llevan su nombre.
En 1824, se estableció en Nieves la Iglesia Cottle, que acogía a esclavos y amos por igual.

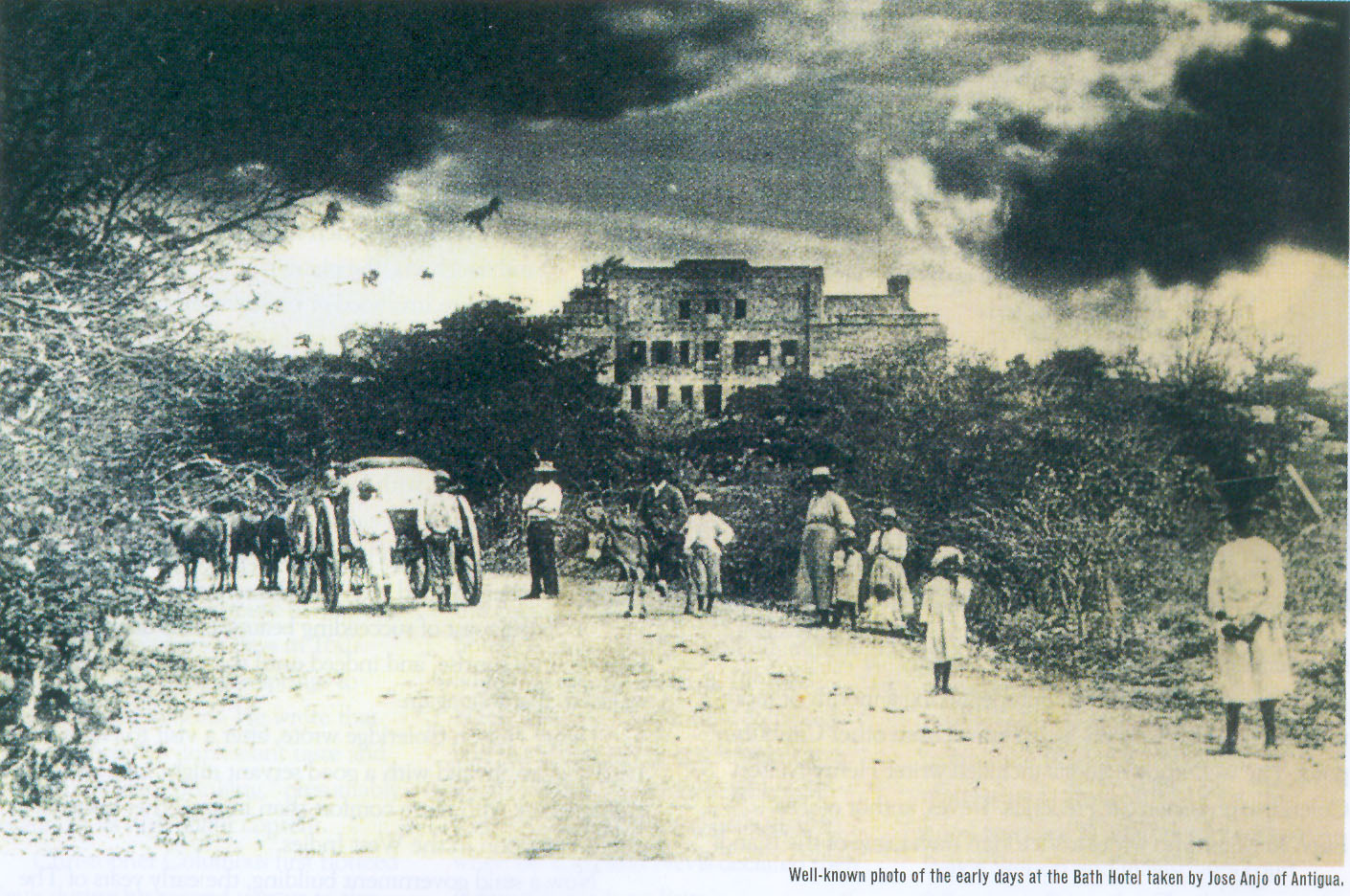
El H
hotel Bath en la isla de Nieves en el

El comercio de esclavos africanos terminó en el Imperio británico en 1807, y la esclavitud fue prohibida en 1834. A cada esclavo le seguía un periodo de "aprendizaje" de cuatro años, en el que trabajaban para sus antiguos dueños a cambio de un salario. En Nieves se liberaron 8.815 esclavos de este modo, mientras que en San Cristóbal se liberaron 19.780.
El huracán de 1835, seguido de la sequía de 1836-1838 y el incendio de 1837, devastaron Nieves. Los precios del azúcar siguieron bajando debido a la producción en otras partes del mundo donde los costes eran más baratos, de modo que para 1842, Nieves vio disminuir su población a medida que los trabajadores huían de la isla, si no estaban dispuestos a quedarse y ganarse la vida compartiendo el suelo cada vez menos fértil de Nieves. El suelo de San Cristóbal no estaba tan agotado. Entonces se produjeron varios terremotos en 1843, seguidos de una epidemia de cólera en 1853-54, que mató a más de 800 personas en Nieves y a 3.920 en San Cristóbal.
En 1872, San Cristóbal se conectó al sistema telegráfico internacional. Sin embargo, la conexión no se extendió a Nieves hasta 1925.
La Federación de la Colonia de las Islas de Sotavento de 1871 supuso el fin de las Asambleas elegidas, sino que fueron nombradas. En 1883, los gobiernos de San Cristóbal, Nieves y Anguila se unieron en la Asamblea de San Cristóbal. De los diez escaños de la Asamblea, Nieves tenía dos y Anguila uno.
La producción subvencionada de azúcar de remolacha ejerció presión salarial en las islas, lo que provocó los disturbios portugueses de 1896. Se necesitaron marinos del HMS Cordelia para restablecer el orden. En 1900 había 61 fincas en Nieves que utilizaban el sistema de aparcería, mientras que San Cristóbal sólo tenía 2.
El huracán San Ciriaco de 1899 dejó 27 muertos en Nieves y 2 en San Cristóbal. El hospital de Nieves fue destruido y 8.000 personas se quedaron sin hogar.

### SigloXX

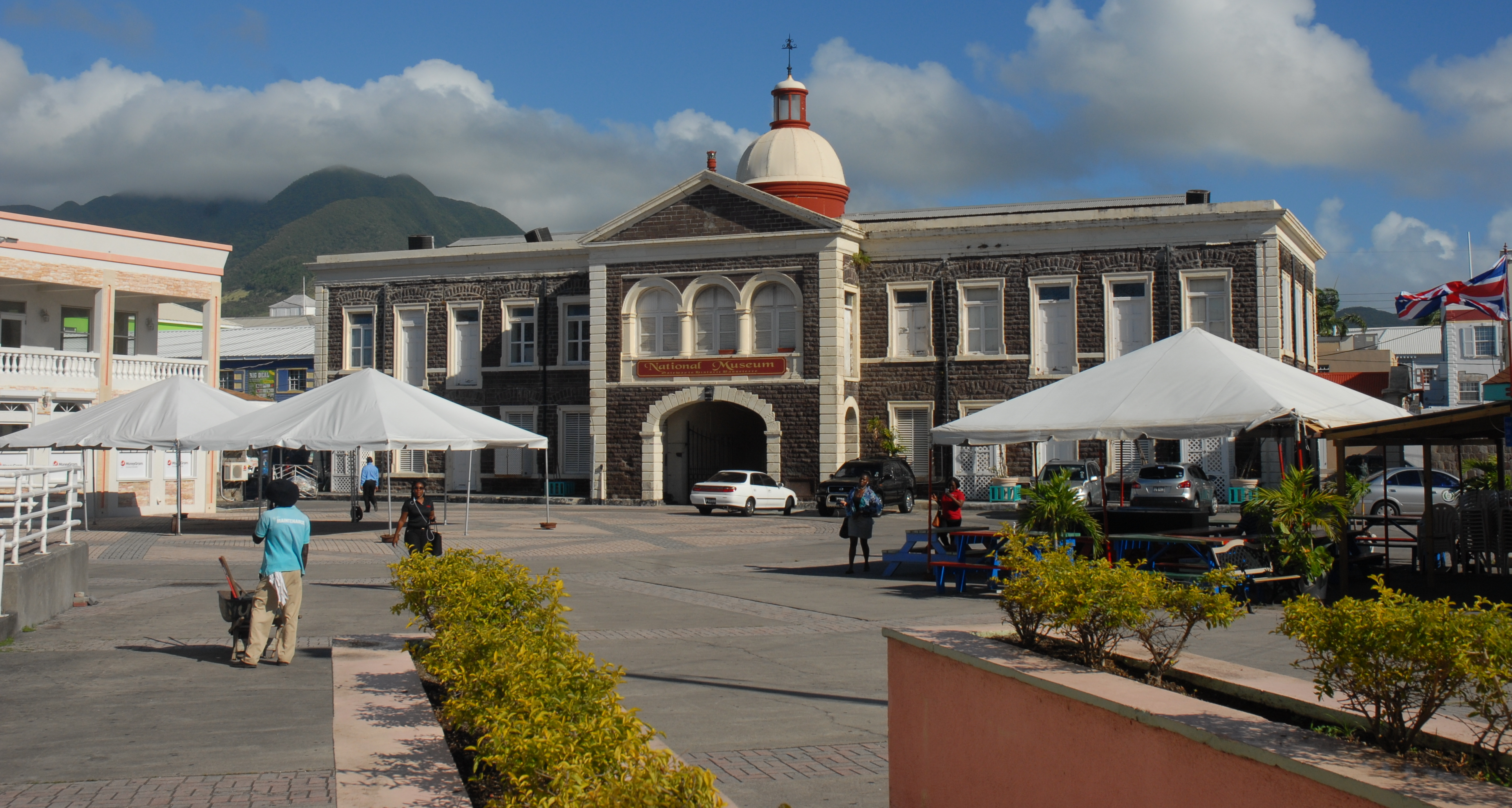
Museo de Historia de San Cristóbal cuyo edificio original fue construido en 1894

La Asociación de Productores de Azúcar de San Cristóbal construyó una fábrica central para el refinado del azúcar y un ferrocarril para su transporte en 1912. El London Electric Theatre se inauguró en San Cristóbal en 1917. En 1896 se construyó un sistema telefónico en San Cristóbal que incluyó a Nieves en 1913. El primer automóvil de Nieves llegó en 1912, un Ford Modelo T.
El presidente de Estados Unidos, Theodore Roosevelt y su esposa visitaron San Cristóbal en 1916.
La producción de algodón complementó al azúcar durante la Primera Guerra Mundial, pero disminuyó en 1922 tras la aparición del gorgojo de la cápsula. La Gran Depresión hizo que el gobierno se convirtiera en el mayor terrateniente de Nieves, ya que las fincas fueron abandonadas o requisadas por no pagar impuestos. Entre 1900 y 1929, la población de San Cristóbal disminuyó un 43%, mientras que la de Nieves lo hizo en un 9%.
En 1951, se concedió a las islas el derecho al voto, y las primeras elecciones se celebraron en 1952.
La producción de azúcar siguió dominando la vida de los isleños. El dominio por parte de los propietarios de las fincas del único y limitadísimo recurso natural de la isla, la tierra, y la aplicación exclusiva de ese recurso a una sola industria impidieron el desarrollo de una clase campesina estable. En su lugar, el sistema produjo una amplia clase de trabajadores asalariados, generalmente resentidos por la influencia extranjera. La propia naturaleza de la industria azucarera -la producción de un producto no básico y esencialmente no nutritivo para un mercado mundial muy fluctuante- sólo sirvió para profundizar esta hostilidad y para motivar a los trabajadores locales a buscar un mayor control sobre su vida laboral y su situación política. El colapso de los precios del azúcar provocado por la Gran Depresión precipitó el nacimiento del movimiento obrero organizado en San Cristóbal y Nieves. La Liga de Trabajadores, organizada por Thomas Manchester de Sandy Point en 1932, aprovechó la frustración popular que alimentó los disturbios laborales de 1935-36. Rebautizada como St. Kitts and Nevis Trades and Labour Union en 1940 y bajo el nuevo liderazgo de Robert Llewellyn Bradshaw, el sindicato creó un brazo político, el Partido Laborista de San Cristóbal y Nieves, que llevó a Bradshaw al Consejo Legislativo en 1946. El Partido Laborista dominaría la vida política del estado de las dos islas durante más de treinta años.
La electricidad llegó por primera vez a Nieves en 1954.
Las islas permanecieron en la Federación de Islas de Sotavento hasta que se unieron a la fallida Federación de las Indias Occidentales de 1958 a 1962, en la que San Cristóbal-Nieves-Anguila era un estado autónomo. Robert Bradshaw fue el ministro de Finanzas del efímero país.
En 1967, las islas se convirtieron en un Estado Asociado al Reino Unido.
Ese mismo año, Anguila sufrió un importante movimiento de secesión apoyado por el partido de la oposición política de San Cristóbal, el Movimiento de Acción Popular (PAM). Ambas fuerzas, trabajando conjuntamente, invadieron la isla desde una base anguileña en un intento de golpe de Estado. Anguila consiguió separarse de la unión en 1971.
En 1970 se produce un grave incidente marítimo, la catástrofe de Christena, el hundimiento de un transbordador sobrecargado, con gran pérdida de vidas.
Durante el largo mandato de Bradshaw, su gobierno pasó lentamente a un enfoque estatista del desarrollo económico en 1972. Todas las tierras azucareras fueron compradas por el gobierno, así como la nacionalización de la fábrica de azúcar en 1976.
La oposición al gobierno de Bradshaw empezó a crecer, especialmente por parte de las familias y los partidarios de los antiguos propietarios de las fincas, que fundaron el partido People's Action Movement en 1964, tras la frustración por una manifestación fallida contra un aumento de las tarifas eléctricas. La oposición fue especialmente grande en Nieves, que sentía que su isla estaba siendo descuidada y privada injustamente de ingresos, inversiones y servicios por su vecino más grande. Bradshaw hizo caso omiso de las quejas de Nieves, pero el desencanto de los habitantes con el Partido Laborista resultó ser un factor clave en la eventual caída del partido del poder.
En 1978, Bradshaw murió de cáncer de próstata. Le sucedió su antiguo adjunto, Paul Southwell, pero en 1979 el propio Southwell murió (en circunstancias misteriosas) en Santa Lucía. Acompañando al primer ministro interino, Caleb Azariah Paul Southwell, estaba Lee Llewellyn Moore, fiscal general y siguiente en antigüedad del Partido Laborista de San Cristóbal. La organización política acabó cayendo en una crisis de liderazgo, pero Lee Moore fue elegido. A pesar de ello, muchos simpatizantes laboristas tenían sus sospechas sobre la muerte de Southwell, y muchos optaron por votar "PAM" al año siguiente en las elecciones generales.

Aprovechando la confusión del Partido Laborista, el partido PAM tuvo mucho éxito en las elecciones de 1980, ganando tres escaños en San Cristóbal, frente a los cuatro del Partido Laborista. El Partido de la Reforma de Nieves, bajo el liderazgo de Simeon Daniel, ganó dos de los tres escaños en Nieves. El PAM y el NRP formaron entonces un gobierno de coalición, nombrando primer ministro a Kennedy Simmonds, médico y uno de los fundadores del PAM (Simmonds había ganado el antiguo escaño de Bradshaw en unas elecciones parciales de 1979). El cambio de gobierno redujo la demanda de secesión de Nieves.

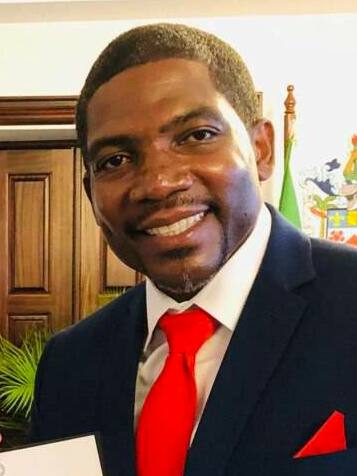
Terrance Drew, primer ministro del país desde 2022

### Independencia
En 1983, la federación se independizó de Gran Bretaña, con una constitución que concedía a Nieves un amplio grado de autonomía, así como el derecho garantizado de secesión. Para aprovechar este hito, se convocaron elecciones anticipadas en 1984, en las que el NRP obtuvo los tres escaños de Nieves, y el partido PAM seis escaños en San Cristóbal, frente a los dos del Partido Laborista, a pesar de que en general el Partido Laborista ganó el voto popular en todo el país. El nuevo gobierno de coalición tenía ahora un sólido mandato de 9 a 2 en el parlamento.
La economía de San Cristóbal mejoró, ya que el partido PAM pasó de centrarse en la industria azucarera al turismo. Sin embargo, gran parte de la población más pobre de la isla, principalmente los trabajadores del sector azucarero, quedó desatendida. La oposición al PAM empezó a crecer a partir de esto, así como de las acusaciones de corrupción. En las elecciones de 1993, tanto el PAM como los laboristas obtuvieron cuatro escaños cada uno, mientras que en Nieves, un nuevo partido, el Movimiento de Ciudadanos Preocupados, obtuvo dos escaños, superando al NRP en uno. El estancamiento en San Cristóbal resultó irresoluble cuando el CCM de Nieves se negó a formar una coalición con el PAM. Pronto se produjeron disturbios en las islas, que finalmente se resolvieron en unas elecciones especiales celebradas en 1995, en las que el Partido Laborista derrotó por abrumadora mayoría al PAM, obteniendo siete escaños frente a uno del PAM. El Dr. Denzil Douglas se convirtió en el nuevo primer ministro de la federación, y en 2015 Timothy Harris se convirtió en el primer ministro.
El 21 de septiembre de 1998, el huracán Georges dañó gravemente las islas, dejando casi 500 millones de dólares en daños materiales. Georges fue el peor huracán que azotó la región en el siglo XX. En agosto de 1998 hubo referéndum en Nieves para decidir sobre la separación de San Cristóbal al cual le faltaron los dos tercios necesarios para alcanzar la mayoría exigida por la constitución (66%), ya que solo pudo alcanzar 61,7% de los votos favorables.
En 2005, San Cristóbal vio cómo se cerraba su industria azucarera, tras 365 años de monocultivo. Esto se explicó debido a las enormes pérdidas de la industria, así como a las amenazas del mercado por parte de la Unión Europea, que tenía planes de recortar mucho los precios del azúcar en un futuro próximo. Desde entonces, el turismo ha sido el principal foco de la economía.
Las elecciones generales de 2015 en San Cristóbal y Nieves fueron ganadas por Timothy Harris y su recién creado Partido Popular Laborista, con el apoyo del PAM y el Movimiento de Ciudadanos Preocupados con sede en Nieves bajo la bandera del "Equipo Unidad''.
En junio de 2020, la coalición Team Unity del gobierno en funciones, dirigida por el primer ministro Timothy Harris, ganó las elecciones generales al derrotar al Partido Laborista de San Cristóbal y Nieves (SKNLP).

## Gobierno y política

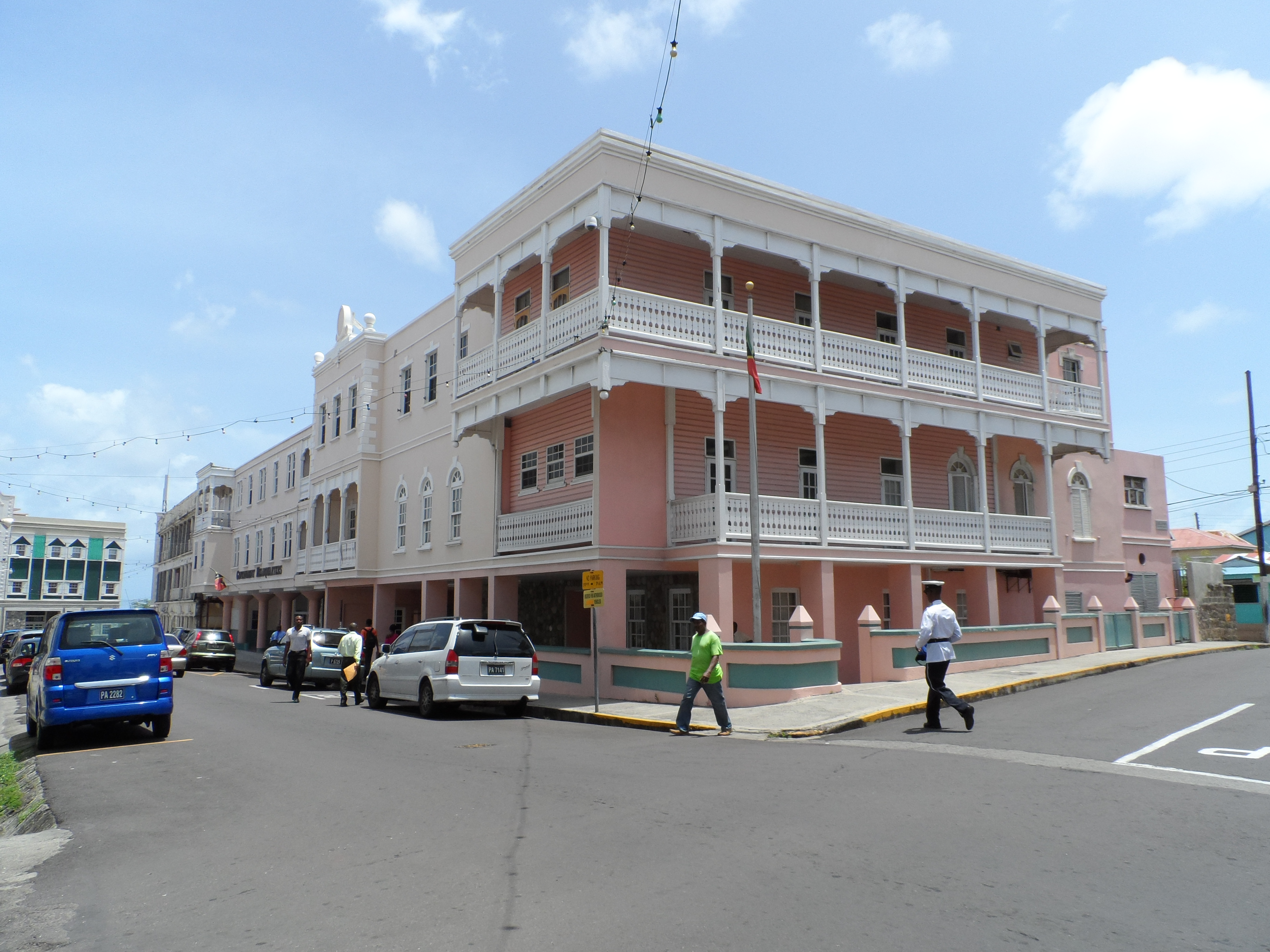
Sede del gobierno de San Cristóbal y Nieves

La capital del país es Basseterre, ubicada en la isla de San Cristóbal. Al igual que otros 14 países que integran la Mancomunidad de Naciones, el jefe de Estado de las islas sigue siendo el monarca británico, el cual elige un gobernador general residente para que le represente en los asuntos locales. Desde el 1 de enero de 1996 hasta el 1 de enero de 2013 el gobernador general de las islas fue Cuthbert Montraville Sebastian. Desde esa fecha hasta el 19 de mayo de 2015 le sucedió Edmund Lawrence. Hasta 2023 ocupó el cargo interinamente Samuel Weymouth Tapley Seaton. El jefe de Gobierno es el primer ministro, en la actualidad Terrance Drew (Partido Laborista de San Cristóbal y Nieves) que asumió el cargo el 6 de agosto del 2022 y es uno de los 14 miembros de la Asamblea Nacional.

### Política

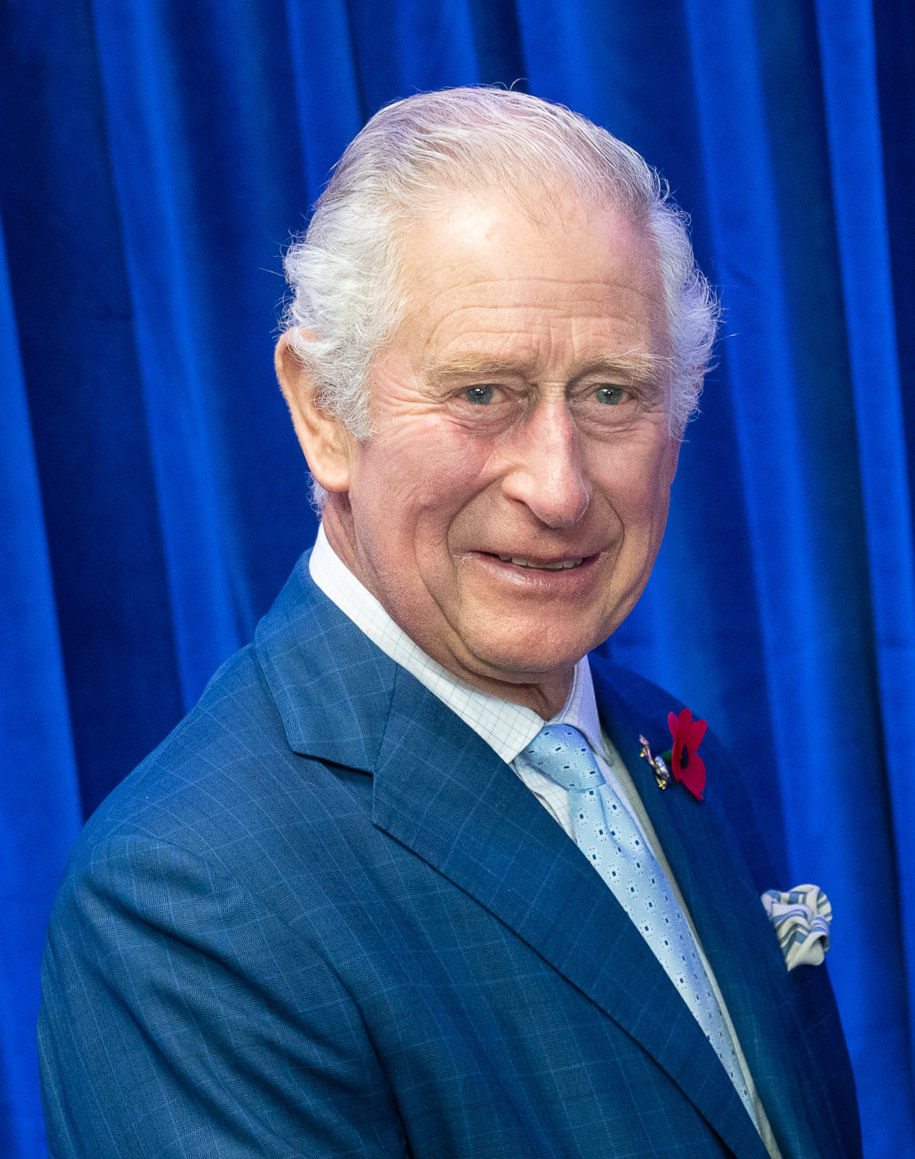
El rey Carlos III es el jefe de Estado de San Cristóbal y Nieves, donde es conocido como Rey de San Cristóbal y Nieves (King of Saint Christopher and Nevis).

El país es un estado independiente perteneciente a la Mancomunidad de Naciones, siendo una monarquía parlamentaria, con el monarca británico, actualmente el rey Carlos III, como jefe de Estado, representado en San Cristóbal y Nieves por un gobernador general, quien actúa con el asesoramiento del primer ministro y el Gabinete. El primer ministro es el líder del partido mayoritario de la Cámara, y el gabinete lleva a cabo los asuntos de Estado.
San Cristóbal y Nieves tiene una sola cámara legislativa, conocida como la Asamblea Nacional. Está compuesto por catorce miembros: once representantes elegidos (tres de la isla de Nevis) y tres senadores que son designados por el gobernador General. Dos de los senadores son nombrados por recomendación del primer ministro, y otro con el asesoramiento del líder de la oposición. A diferencia de otros países, los senadores no constituyen una cámara separada del Senado o cámara alta del parlamento, ya que se sientan en la Asamblea Nacional, junto a los representantes. Todos los miembros desempeñan un mandato de cinco años. El primer ministro y el Gabinete son responsables ante el Parlamento.
San Cristóbal y Nieves es un miembro de pleno derecho con participación en la Comunidad del Caribe (CARICOM), la Organización de Estados del Caribe Oriental (OECO) y la Conferencia interamericana de seguridad social (CISS).

### Poder Judicial

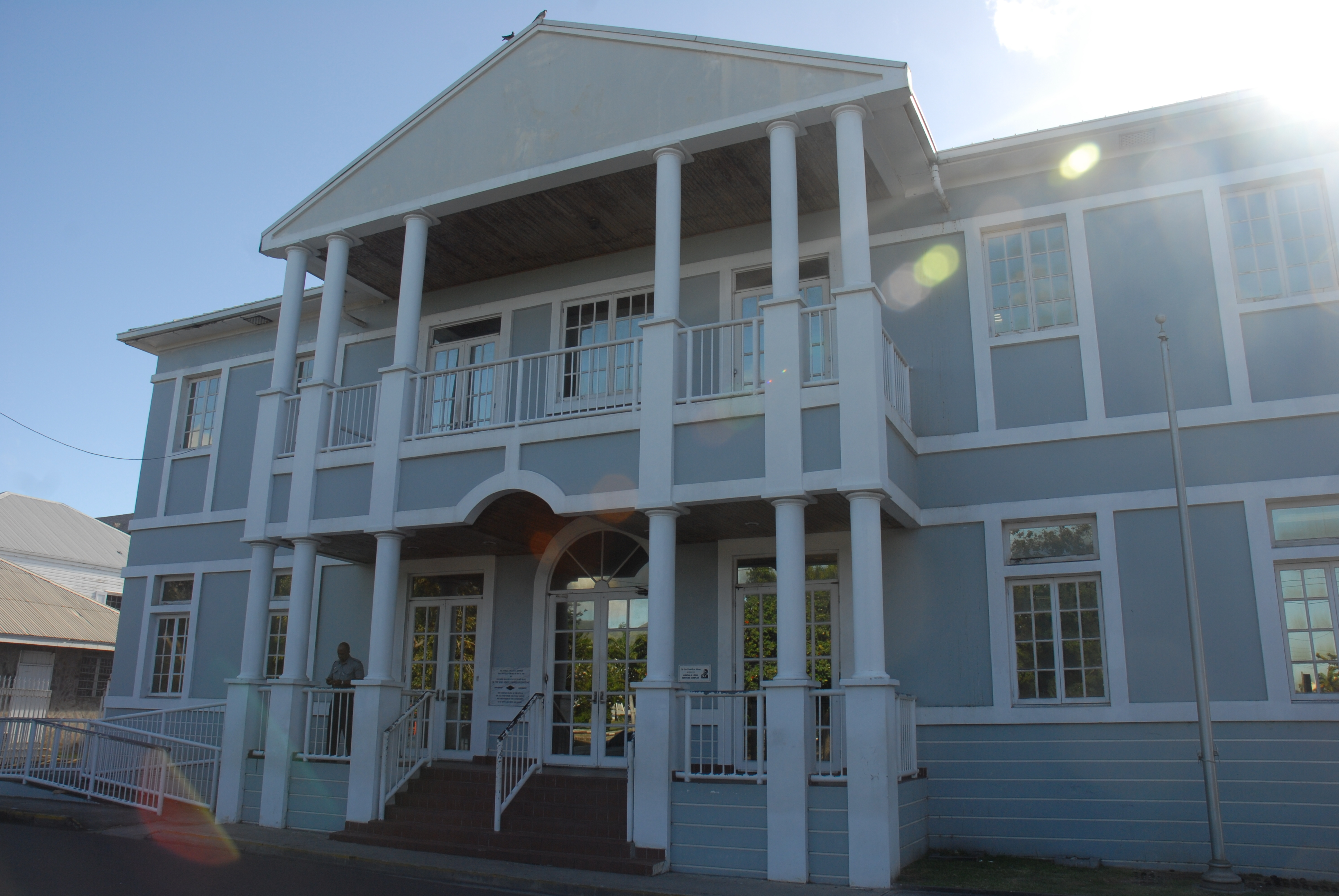
Complejo de Servicios Judiciales y Jurídicos Sir Lee L. Moore (Sir Lee L. Moore Judicial and Legal Services Complex)

La máxima autoridad judicial de San Cristóbal es el Consejo Privado de Londres (Privy Council in London). En cuanto a la jurisdicción regional, San Cristóbal y Nieves comparte un tribunal común con ocho estados insulares vecinos desde 1967, el Tribunal Supremo del Caribe Oriental (Eastern Caribbean Supreme Court), con sede en Castries, en Santa Lucía. Está formado por el Tribunal Superior de Justicia (High Court of Justice), que se ocupa de cuestiones constitucionales y de derechos humanos, y el Tribunal de Apelación (Court of Appeal). Está compuesto por un presidente del tribunal y cuatro jueces de apelación en la sede y 19 jueces de tribunales superiores que residen en los nueve Estados miembros. A nivel local, existen los tribunales de magistrados (magistrates’ courts), que conocen de casos sencillos. El Tribunal Superior está compuesto por un presidente y cuatro jueces de apelación.

### Relaciones exteriores
San Cristóbal y Nieves no tiene grandes disputas internacionales. San Cristóbal y Nieves es miembro de pleno derecho de la Comunidad del Caribe (CARICOM), la Organización de Estados Americanos (OEA) y la Organización de Estados del Caribe Oriental (OECS).
En una reunión de la CARICOM, el representante de San Cristóbal y Nieves, Kennedy Simmons, firmó el 6 de julio de 1994 el Tratado de Alivio de la Doble Imposición (CARICOM).
Los representantes de siete países del CARICOM firmaron acuerdos similares en el Centro de Conferencias Sherbourne, St. Michael, Barbados. Los países cuyos representantes firmaron los tratados en Barbados fueron: Antigua y Barbuda, Belice, Granada, Jamaica, Santa Lucía, San Vicente y las Granadinas y Trinidad y Tobago. Este tratado abarcaba los impuestos, la residencia, las jurisdicciones fiscales, las ganancias de capital, los beneficios empresariales, los intereses, los dividendos, las regalías y otras áreas.
El 30 de junio de 2014, San Cristóbal y Nieves firmó un acuerdo Modelo 1 con los Estados Unidos de América en relación con la Ley de Cumplimiento Fiscal de Cuentas Extranjeras (FATCA). Al 28 de abril de 2016, el estado del acuerdo pasó a "En vigor".

### Defensa

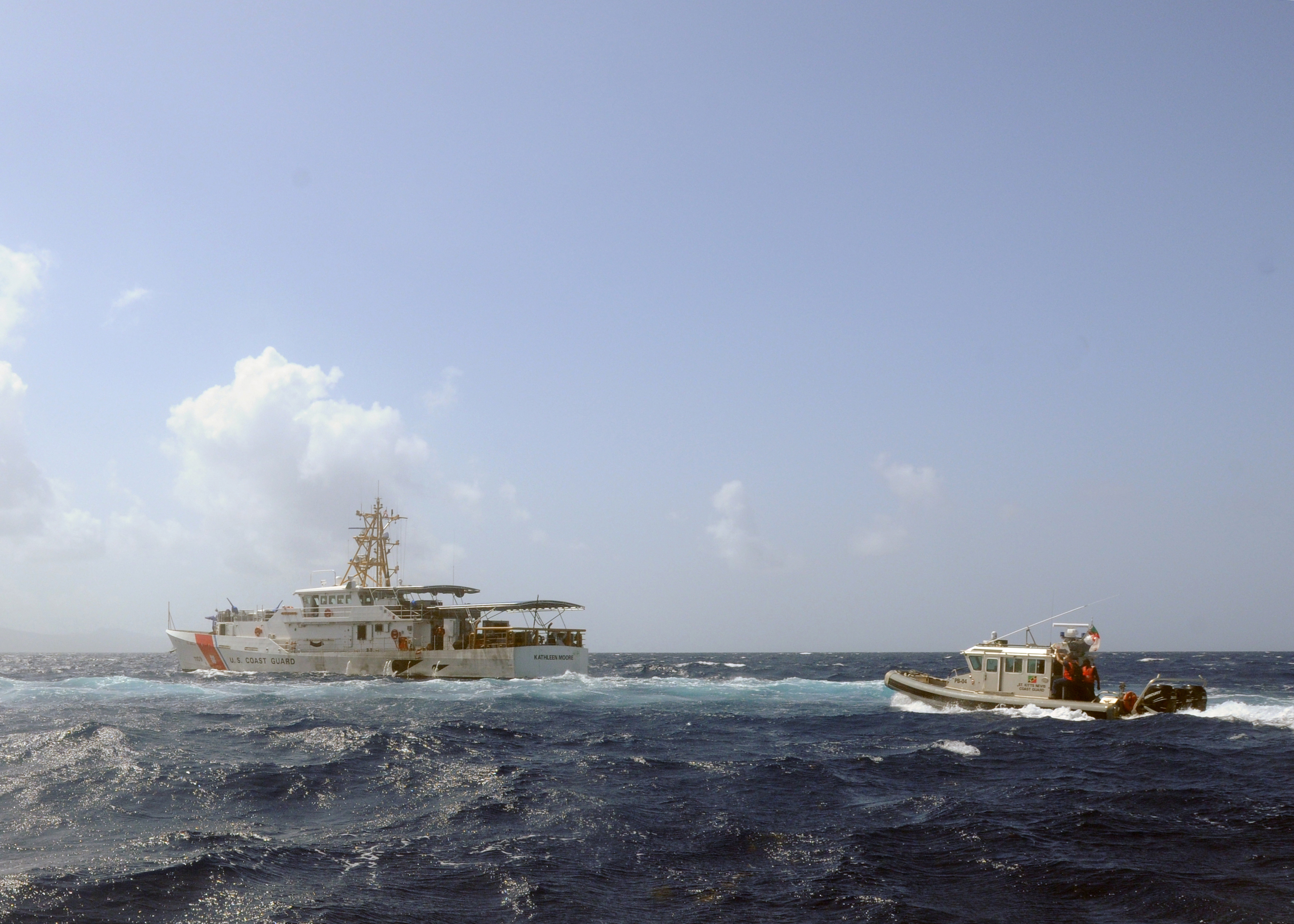
Ejercicios navales entre la Guardia Costera de Estados Unidos y la de San Cristóbal y Nieves

Su fuerza militar es la Fuerza de Defensa de San Cristóbal y Nieves. El país caribeño tiene una fuerza de defensa de 300 efectivos principalmente dedicada a la vigilancia y la interceptación del tráfico de drogas. La nación de San Cristóbal y Nieves tiene una fuerza de defensa de 300 personas, su principal cometido está encaminado a la lucha contra el narcotráfico. La Fuerza de Defensa de San Cristóbal y Nieves es la fuerza defensiva de San Cristóbal y Nieves. En la actualidad consta de una unidad de infantería (el Regimiento de San Cristóbal y Nieves) y una unidad marítima (la Guardia Costera de San Cristóbal y Nieves). Ambas unidades tienen elementos regulares y de reserva militar, todos ellos están bajo el mando del Cuartel General de la Fuerza (FHQ, SKNDF). El actual Comandante de la SKNDF es el Mayor J. Anthony Comrie. La SKNDF tiene una fuerza activa de 300 efectivos y cuenta con un cuerpo de 150 cadetes.
El comandante recibe órdenes del ministro de Seguridad Nacional.
La misión principal del elemento de la fuerza terrestre es la seguridad interna de San Cristóbal y Nieves, junto con la policía local, mientras que la guardia costera es responsable de vigilar las aguas territoriales del país. Una de las principales funciones del conjunto de la SKNDF es la interceptación del tráfico de drogas, que a menudo se lleva a cabo junto con la policía local y la Marina Real Británica. La SKNDF también se emplea en la prestación de ayuda tras catástrofes naturales y en funciones de mantenimiento de la paz en el extranjero.

### Derechos humanos
En materia de derechos humanos, respecto a la pertenencia a los siete organismos de la Carta Internacional de Derechos Humanos, que incluyen al Comité de Derechos Humanos (HRC), San Cristóbal y Nieves ha firmado o ratificado:
| San Cristóbal y Nieves | Tratados internacionales  | Tratados internacionales  | Tratados internacionales  | Tratados internacionales  | Tratados internacionales  | Tratados internacionales | Tratados internacionales  | Tratados internacionales | Tratados internacionales | Tratados internacionales | Tratados internacionales  | Tratados internacionales | Tratados internacionales  | Tratados internacionales  | Tratados internacionales | Tratados internacionales  | Tratados internacionales | Tratados internacionales  |
| --- | ------------------------- | ------------------------- | ------------------------- | ------------------------- | ------------------------- | ------------------------ | ------------------------- | ------------------------ | ------------------------ | ------------------------ | ------------------------- | ------------------------ | ------------------------- | ------------------------- | ------------------------ | ------------------------- | ------------------------ | ------------------------- |
| San Cristóbal y Nieves | CESCR                     | CESCR                     | CCPR                      | CCPR                      | CCPR                      | CERD                     | CED                       | CEDAW                    | CEDAW                    | CAT                      | CAT                       | CRC                      | CRC                       | CRC                       | CRC                      | MWC                       | CRPD                     | CRPD                      |
| San Cristóbal y Nieves | CESCR                     | CESCR-OP                  | CCPR                      | CCPR-OP1                  | CCPR-OP2-DP               | CERD                     | CED                       | CEDAW                    | CEDAW-OP                 | CAT                      | CAT-OP                    | CRC                      | CRC-OP-AC                 | CRC-OP-SC                 | CRC-OP-CP                | MWC                       | CRPD                     | CRPD-OP                   |
| Pertenencia | Ni firmado ni ratificado. | Ni firmado ni ratificado. | Ni firmado ni ratificado. | Ni firmado ni ratificado. | Ni firmado ni ratificado. | Firmado y ratificado.    | Ni firmado ni ratificado. | Firmado y ratificado.    | Firmado y ratificado.    | Firmado y ratificado.    | Ni firmado ni ratificado. | Firmado y ratificado.    | Ni firmado ni ratificado. | Ni firmado ni ratificado. | Sin información.         | Ni firmado ni ratificado. | Firmado y ratificado.    | Ni firmado ni ratificado. |
| Firmado y ratificado, firmado, pero no ratificado, ni firmado ni ratificado, sin información, ha accedido a firmar y ratificar el órgano en cuestión, pero también reconoce la competencia de recibir y procesar comunicaciones individuales por parte de los órganos competentes. |                           |                           |                           |                           |                           |                          |                           |                          |                          |                          |                           |                          |                           |                           |                          |                           |                          |                           |

## Organización político-administrativa
San Cristóbal y Nieves está dividido en catorce parroquias. Nueve de ellas están ubicadas en la Isla de San Cristóbal y las otras cinco en la Isla de Nieves.
1. Christ Church Nichola Town (Isla de San Cristóbal)
2. Saint Anne Sandy Point (Isla de San Cristóbal)
3. Saint George Basseterre (Isla de San Cristóbal)
4. Saint George Gingerland (Isla de Nieves)
5. Saint James Windward (Isla de Nieves)
6. Saint John Capisterre (Isla de San Cristóbal)
7. Saint John Figtree (Isla de Nieves)
8. Saint Mary Cayon (Isla de San Cristóbal)
9. Saint Paul Capisterre (Isla de San Cristóbal)
10. Saint Paul Charlestown (Isla de Nieves)
11. Saint Peter Basseterre (Isla de San Cristóbal)
12. Saint Thomas Lowland (Isla de Nieves)
13. Saint Thomas Middle Island (Isla de San Cristóbal)
14. Trinity Palmetto Point (Isla de San Cristóbal)

## Geografía

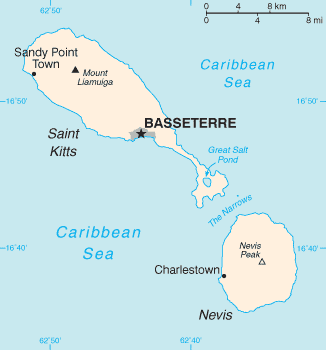
Mapa de San Cristóbal y Nieves.

Las dos islas antillanas que forman el país están separadas por el estrecho de Narrows, de menos de 3 km. Ambas islas son de origen volcánico con escarpadas cimas en el interior. El pico más alto es el de San Cristóbal, el Monte Liamuiga con 1 156 m. Por el contrario en las zonas cercanas a la costa el relieve es totalmente llano.
El clima de las islas es tropical húmedo con una media de 26,7 grados durante todo el año.

### Capital

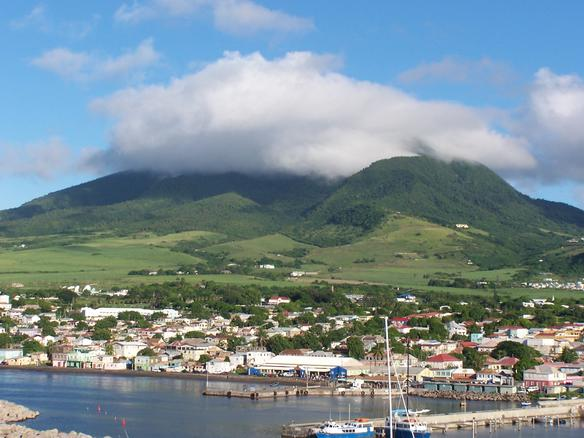
Vista panorámica de la ciudad.

En la costa, el paisaje es más llano y presenta clima tropical. El turismo es una de las actividades más importantes debido a las playas. En los últimos años, las islas recibieron inversiones hoteleras, incluyendo hoteles de categoría con gran infraestructura y completos servicios.
La ciudad más poblada del país es Basseterre, con 20 000 habitantes, en medio de un paisaje marcado por el pico San Cristóbal. Basseterre da testimonio de su pasado colonial con influencia francesa e inglesa en su arquitectura. Posee museos, catedrales, y fortificaciones de la era colonial inglesa.

### Geología y geomorfología
San Cristóbal y Nieves se encuentra junto a la cadena de islas de las Antillas Menores en el borde oriental de la Placa del Caribe, en la zona de subducción donde la Placa Sudamericana es empujada bajo la Placa del Caribe por la tectónica de placas. La subducción ha provocado actividad volcánica y terremotos durante millones de años, que todavía se producen hoy en día. Al igual que toda la cadena de islas, San Cristóbal y Nieves se formaron gracias a los volcanes. San Cristóbal es relativamente joven, se formó en el Mioceno hace unos 50 millones de años, y Nieves es aún más joven, con un periodo de formación que se presume entre el Plioceno medio (hace 3,45 millones de años) y el Pleistoceno. Al igual que las demás islas, son las cimas de montañas submarinas formadas por la acumulación de magma.
San Cristóbal está formado casi en su totalidad por rocas volcánicas como la andesita y la dacita. La isla está formada por tres grupos volcánicos separados por profundos cañones. La montaña más alta es el monte Liamuiga, de 1156 m de altura, antes llamado monte Misery. Es un volcán inactivo, con basalto y andesita entre otras características, y entró en erupción por última vez en 1960.

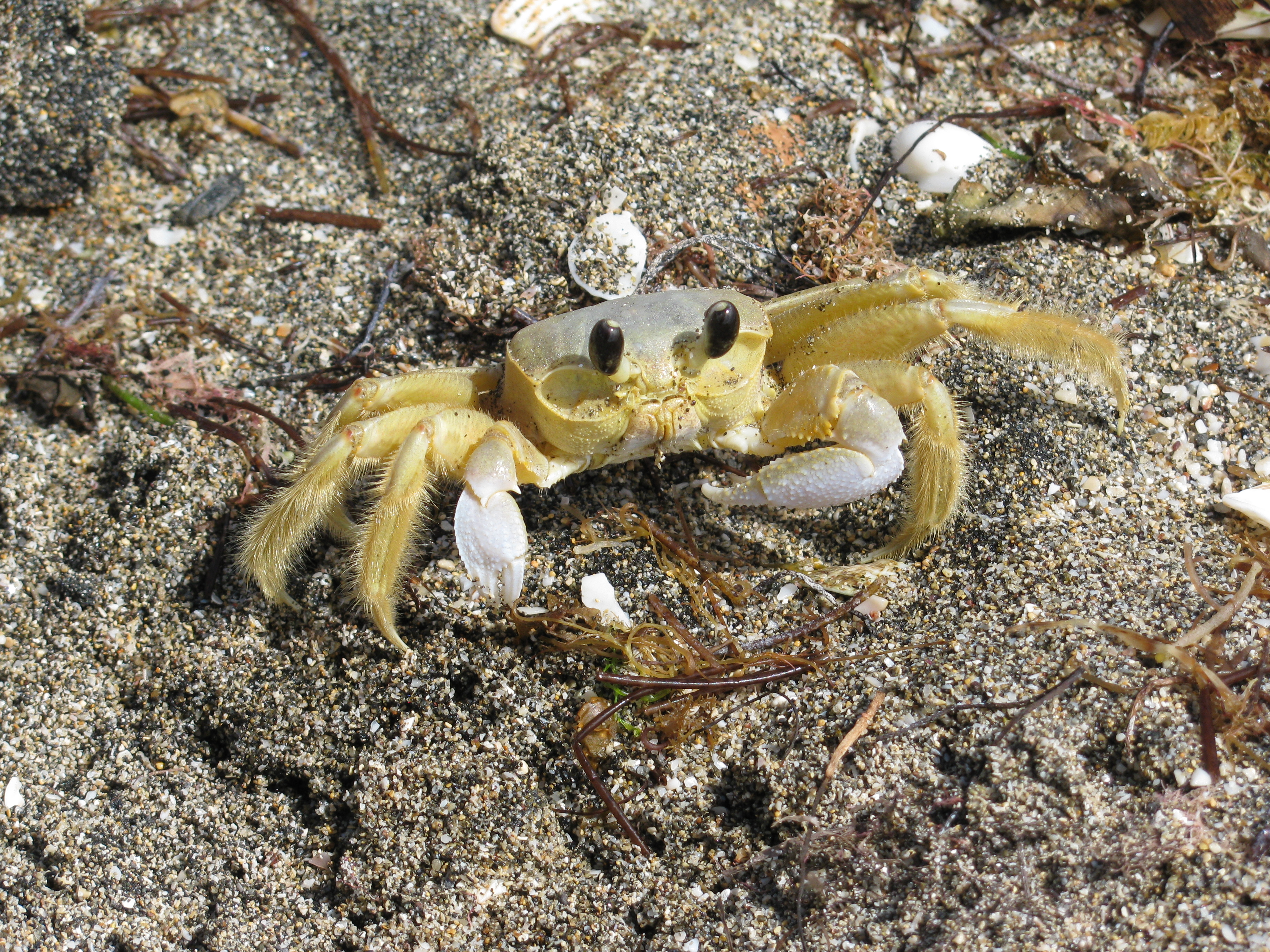
Un cangrejo Ocypode quadrata en la Isla de San Cristóbal

Nieves también está formada por varios centros eruptivos. Desde el punto de vista geológico, se pueden distinguir cuatro zonas: los centros eruptivos, las rocas volcánicas (piroclastos, lahar), los depósitos fluviales y lacustres y las terrazas de playa. La mayor elevación de la isla de Nieves es el Pico Nieves, con 985 m, un volcán inactivo que entró en erupción por última vez en el Holoceno.

## Economía
San Cristóbal y Nieves fue el último lugar en practicar el monocultivo de azúcar en las Antillas Menores. Pero debido a que la industria azucarera encontraba cada vez mayores dificultades para conseguir beneficios, el gobierno decidió realizar un programa de diversificación para el sector agricultor y estimulación del desarrollo en otros sectores de la economía, particularmente el turismo. La emisión de sellos postales, principalmente destinado al coleccionismo filatélico, es también una importante fuente de ingreso para su economía.
Las playas, los arrecifes de coral, la vegetación selvática, los edificios históricos del siglo XVIII, los hoteles, el clima tropical con temperaturas que oscilan entre los 17 °C y 33 °C y la posibilidad de realizar compras libres de impuestos, hacen a esta isla un lugar receptor de turismo. Hacia 1987, el turismo había sobrepasado al azúcar como fuente de ingreso de divisas.

El gobierno instituyó un programa de incentivos a la inversión, alentando tanto la inversión privada doméstica como extranjera. Las políticas gubernamentales incluían exenciones fiscales, importación de equipamiento y materiales libres de impuestos y subsidios para la capacitación a personal local.

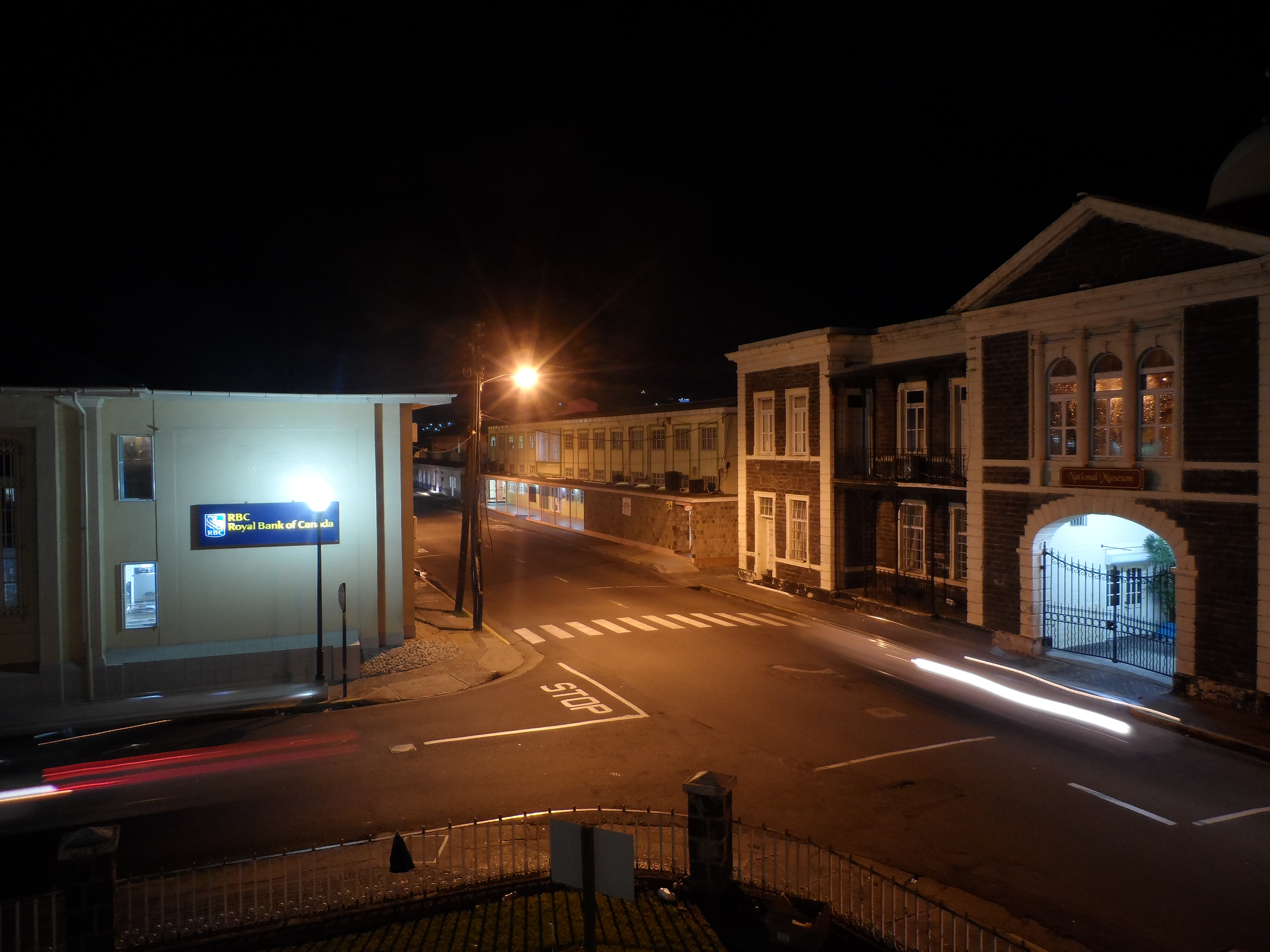
Banco Real de Canadá con el antiguo edificio del Tesoro al lado

La economía del país experimentó un fuerte crecimiento en la mayor parte de la década de 1990, pero los huracanes de 1998 y 1999 contribuyeron a una brusca caída en la economía. El crecimiento económico real fue del 0,75 % en 2002, después de una declinación del 4,3 % en el 2001. La economía experimentó un rendimiento desparejo en 2002, con algunos sectores que experimentaron un crecimiento positivo mientras que otros tuvieron niveles variables de declinación. El sector de la construcción registró un 4,51 % de declinación, la industria manufacturera, los hoteles y la gastronomía también tuvieron disminuciones significativas de 4,01 % y 9,89 % respectivamente, y la producción de azúcar cayó cerca del 5,1 %. Importantes inversiones en el sector del turismo, así como también esfuerzos continuados desde el gobierno para diversificar la economía, abren una expectativa para mejorar el comportamiento económico. Los precios minoristas han crecido marginalmente durante los últimos años. La tasa de inflación fue del 3 % al 4 % en la mayor parte de la década de 1990.
El Banco Central de Caribe Oriental emite el Dólar del Caribe Oriental, que es una moneda común a todos los países que forman parte de la Eastern Caribbean Currency Union. El Banco Central también maneja la política monetaria y regula y supervisa las actividades comerciales bancarias de los países miembros.

### Sector primario
La agricultura se practica (según datos de 2022) en aproximadamente el 39% de la superficie del país. El principal producto de San Cristóbal es la caña de azúcar, con el cacahuete en segundo lugar. En Nieves, el algodón y los cocos son los principales cultivos. En ambas islas se cultivan batatas, cebollas, tomates, coles, zanahorias y frutos del árbol del pan para el mercado local, principalmente por parte de pequeños propietarios. En el sector ganadero se utilizan varias decenas de miles de hectáreas.

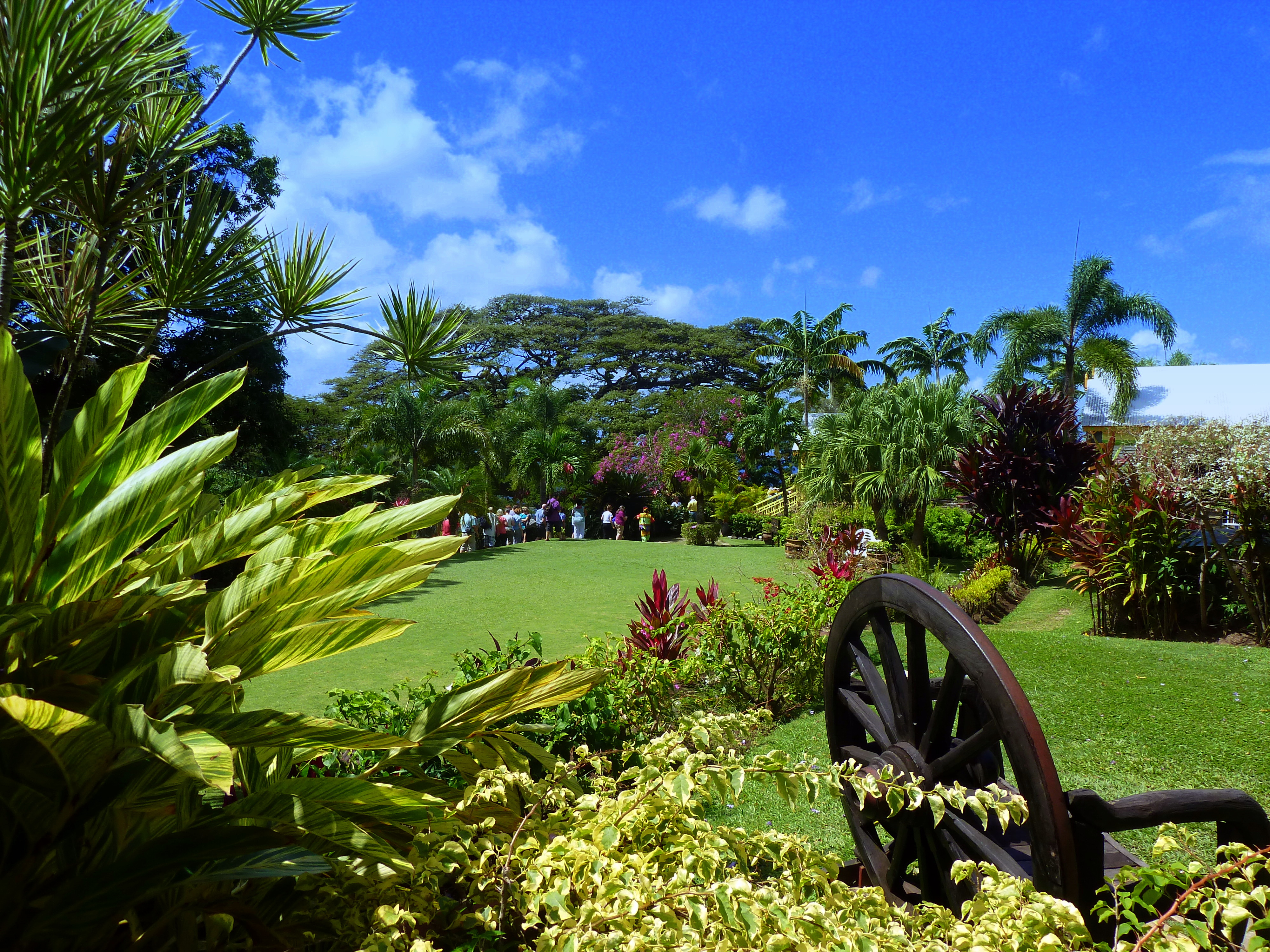
Romney manor es una atracción turística porque Sam Jefferson II, el tatarabuelo del presidente Thomas Jefferson compró la propiedad en 1625.

La ganadería cuenta con decenas de miles de ovejas, cabras, vacas y cerdos.
La pesca se realiza a pequeña escala y con métodos tradicionales como las redes de anillas de playa, las trampas para peces y las cañas. En 2000 se capturaron 257 toneladas de animales marinos (frente a las 620 toneladas de 1990), como la langosta.
Silvicultura: Ambas islas tienen pequeños bosques tropicales, incluyendo palmeras, flamencos y palmitos. Alrededor del 11% de la superficie terrestre está formada por bosques. Los productos forestales generaron casi 1,8 millones de dólares en 2000.

### Sector secundario
Predomina la producción de bienes de consumo sencillos, como el textil y el calzado, y la elaboración de alimentos. Este sector contribuye al 8-10% del PIB (según datos de 2022), proporciona más de 2.000 puestos de trabajo, que representan el 8,54% de la población activa, y contribuye a las exportaciones.
El país se propuso alcanzar una cuota de energía renovable del 60% en 2017. Según IRENA, en 2018 la cuota de energía renovable en San Cristóbal y Nieves era del 1%.

### Sector terciario
Algunos productos de la pesca (principalmente langosta) se exportan a las Antillas Neerlandesas y a Puerto Rico, por un valor de 245.000 dólares ya en el año 2000. Como su propia pesca no satisface la demanda local, se importan grandes cantidades de pescado seco, salado, ahumado o congelado de Canadá y Estados Unidos.
Contrabando: San Cristóbal y Nieves es, según la CIA, un punto de transbordo para el tráfico de drogas (cocaína, marihuana) entre Sudamérica y Norteamérica, Europa y el resto del Caribe.

### Turismo

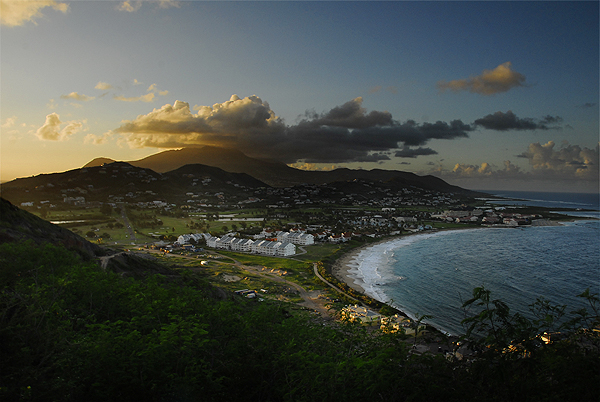
La Bahía Frigate

La capital, Basseterre, cuenta con una terminal de cruceros, Port Zante, a poca distancia del casco histórico. El puerto de cruceros cuenta con los servicios de todas las compañías de cruceros conocidas. El turismo de cruceros creció desde una importancia relativamente baja hasta principios de la década de 2000, en algunos casos a pasos agigantados. Por supuesto, la ampliación de la infraestructura portuaria también contribuyó a ello. La mayoría de los cruceros atracan a primera hora de la mañana y se quedan hasta última hora de la tarde, por lo que son visitantes puramente diurnos.
En 2018 se registró el mayor número de cruceristas hasta la fecha, con 1,17 millones en 540 buques. Tras un comienzo ligeramente peor de 2020, en marzo se cancelaron todas las escalas de cruceros, como consecuencia del brote de la pandemia COVID-19. El cierre para los cruceros duró hasta el otoño de 2021
En comparación con los turistas de crucero, que suelen permanecer en el puerto no más de 12 horas, el número de turistas que pernoctan es bastante bajo. El valor más alto se alcanzó en 2005, con 148.851 turistas. Desde entonces, este valor ha ido disminuyendo. También en este caso se alcanzaron valores muy bajos en 2020 y 2021 debido a las restricciones de la pandemia de COVID-19 (2021: 20.139).

### Ciudadanía por inversiones
El país permite a los extranjeros obtener el estatus de ciudadano de San Cristóbal y Nevis mediante un programa de inversión patrocinado por el gobierno llamado Ciudadanía por Inversión. Establecido en 1984, el programa de ciudadanía local de este tipo es el más antiguo del mundo. Sin embargo, aunque el programa es el más antiguo del mundo, no se catapultó hasta 2006, cuando Henley & Partners, una empresa de asesoramiento global en materia de ciudadanía, se involucró en la reestructuración del programa para incorporar donaciones a la industria azucarera del país.

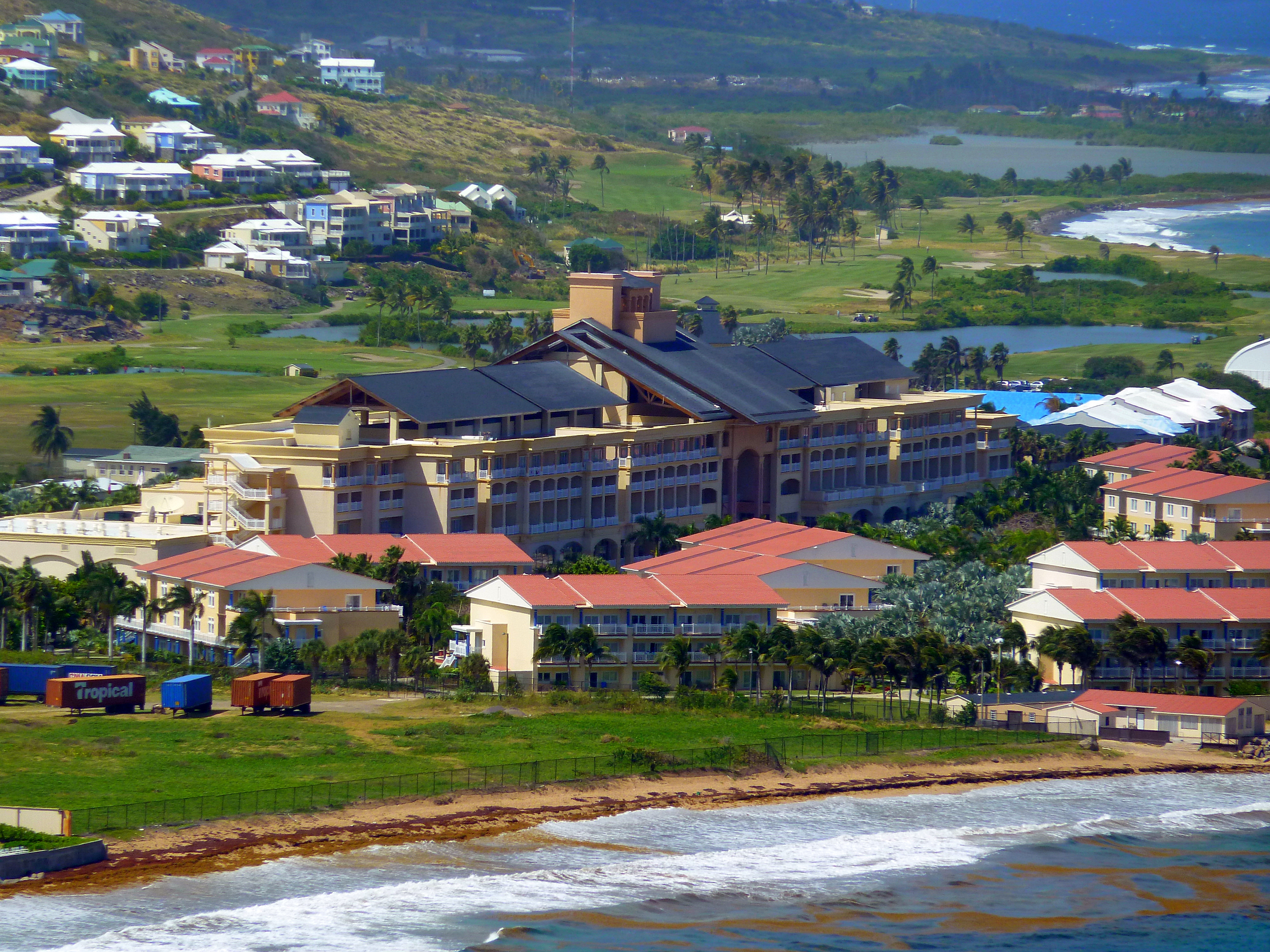
Vista desde Timothy Hill - El Resort Marriott y el Casino The Royal Beach

Los programas de ciudadanía por inversión han sido criticados por algunos investigadores debido a los riesgos de corrupción, blanqueo de dinero y evasión fiscal. Según la página web oficial del Programa de Ciudadanía por Inversión de San Cristóbal, ofrecen múltiples beneficios: "Cuando adquiere la ciudadanía en el marco del programa de ciudadanía de San Cristóbal y Nieves, usted y su familia disfrutan de la plena ciudadanía de por vida, que puede transmitirse a las generaciones futuras por descendencia. Como ciudadanos de San Cristóbal y Nieves, usted y su familia reciben pasaportes que permiten viajar sin visado a más de 140 países y territorios de todo el mundo, incluida toda la UE. Por supuesto, tiene derecho a fijar su residencia en San Cristóbal y Nieves, así como en la mayoría de los países miembros de la CARICOM, en cualquier momento y por cualquier periodo de tiempo".
Cada candidato debe pasar por varios pasos legales y hacer una inversión calificada en el país y debe completar ciertos requisitos legales para calificar para la ciudadanía bajo el programa de inversión. El solicitante debe realizar al menos una inversión mínima en bienes inmuebles aprobados, en la Fundación para la Diversificación de la Industria Azucarera (SDIF) o en el Fondo de Crecimiento Sostenible (SGF) para poder obtener la ciudadanía económica de San Cristóbal y Nieves.
Según Henley & Partners, los requisitos son los siguientes:
Una inversión en bienes inmuebles designados con un valor mínimo de 400.000 dólares, más el pago de las tasas del gobierno y otras tasas e impuestos.
Una contribución al Fondo de Diversificación de la Industria Azucarera de al menos 250.000 dólares, incluyendo todas las tasas gubernamentales pero excluyendo las tasas de diligencia debida, que son las mismas para la opción inmobiliaria.
Según Imperial & Legal, a partir del 1 de abril de 2018 el gobierno de San Cristóbal y Nieves implementó una nueva opción de inversión - Contribución al Fondo de Crecimiento Sostenible (SGF). Para calificar para la ciudadanía de San Cristóbal y Nieves, los solicitantes que opten por invertir en el SGF tendrán que hacer una contribución única no reembolsable de 150.000 dólares más las tasas de diligencia debida.

## Demografía

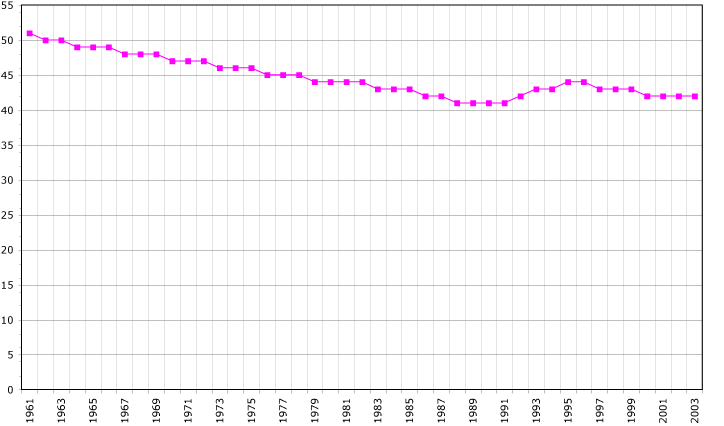
Demografía de San Cristóbal y Nieves. Datos de la FAO. Año 2005; Número de habitantes en miles

San Cristóbal y Nieves contaba con 52.329 habitantes en el año 2016. La emigración desde estas islas es muy frecuente. Esto se puede afirmar porque la población en el 2007 era similar a la de 1961.
La población de las islas está compuesta en su mayoría por negros descendientes de los esclavos traídos del África Occidental. También se pueden encontrar españoles, británicos, portugueses y libaneses.

### Lenguas
El inglés es el principal idioma y la única lengua oficial, aunque también se habla el criollo de San Cristóbal y Nieves, llamado en Nieves también criollo de Nieves, otras lenguas minoritarias incluyen el español.

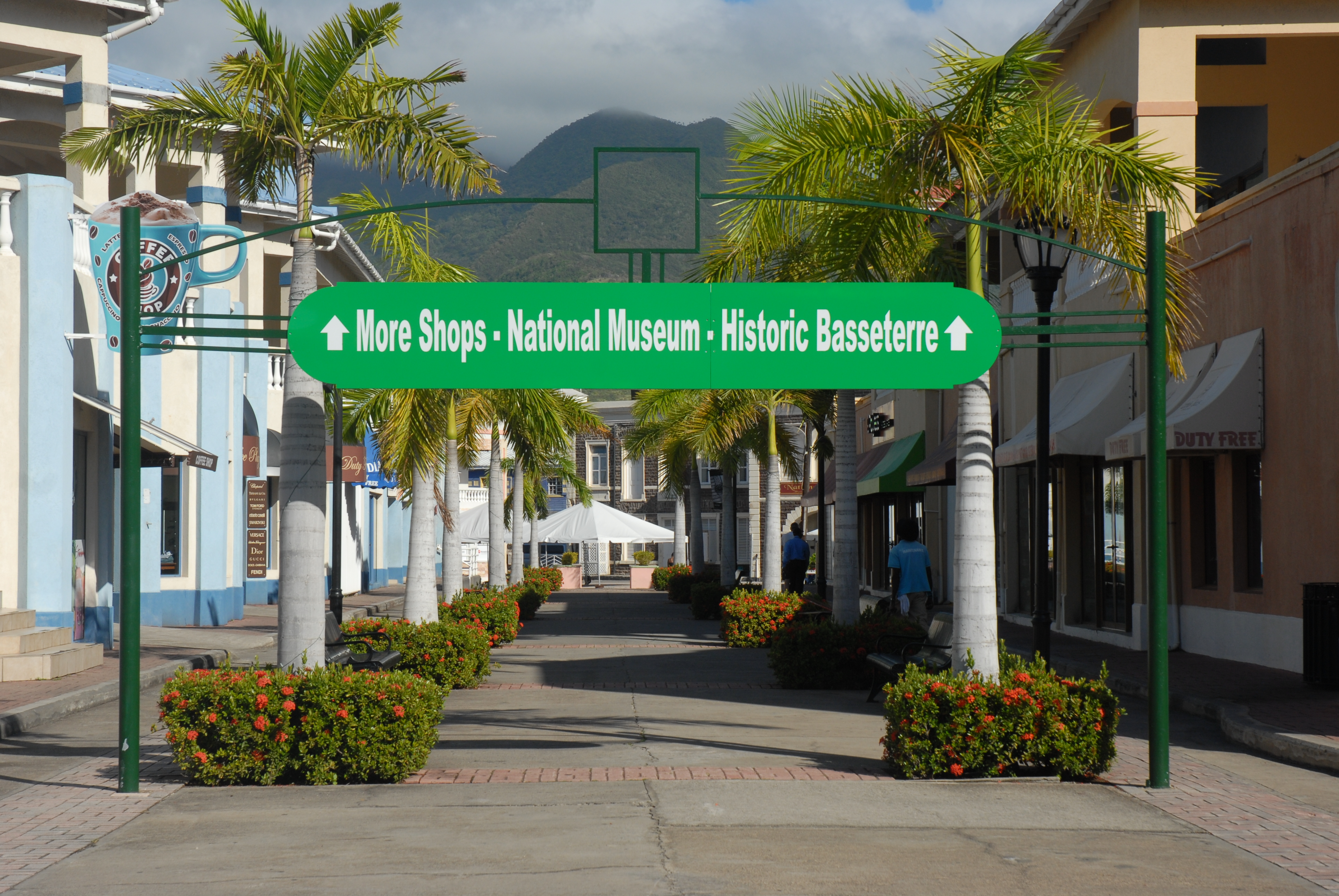
Un cartel escrito en inglés en San Cristóbal

El criollo de San Cristóbal es un dialecto del inglés criollo del Caribe en la islas de Sotavento, hablado en San Cristóbal y Nieves por unas 40.000 personas. El criollo de San Cristóbal no tiene protección oficial.
El criollo de San Cristóbal tiene una historia muy parecida a la de otros criollos ingleses de las Antillas. Su origen está en los africanos occidentales esclavizados en el siglo XVII, que, al ser llevados a las islas para trabajar en las plantaciones de azúcar, se vieron obligados a aprender rápidamente el inglés británico porque su trabajo lo requería. Su inglés se mezclaba con palabras de África Occidental y, en algunos casos, con la estructura del idioma. Los franceses, que ocuparon la isla de 1625 a 1713, sólo tuvieron un pequeño impacto en el criollo que se habla hoy en día, a diferencia de lo que ocurre en las antiguas islas francesas de Dominica y Santa Lucía, donde se habla un criollo basado en el francés y no en el inglés.
El criollo de San Cristóbal se habla hoy en las islas de San Cristóbal y Nieves (aunque la gente de la Isla de Nieves se refieren a la lengua como "nevisiano" o "criollo de Nieves"), principalmente en las zonas rurales, y se habla especialmente en Capesterre, es decir, la costa este de San Cristóbal (Christ Church Nichola Town, Cayon), y Nieves. El uso actual del criollo implica una mayor proporción de inglés estándar, posiblemente debido al acceso a los medios de comunicación extranjeros. Por lo general, sólo los residentes en zonas rurales son grandes usuarios del criollo, aunque la mayoría de la población emplea formas mesolectales de la lengua. La cultura y la música populares jamaiquinas también han desempeñado un papel, ya que los modismos jamaicanos se utilizan cada vez más en el criollo de San Cristóbal, así como en toda la región.

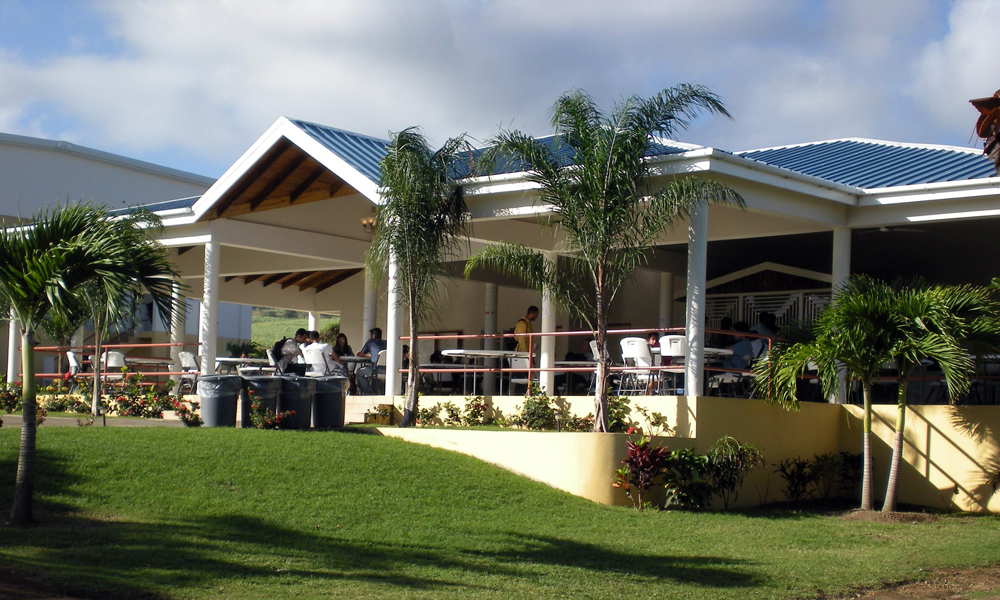
Escuela de Medicina Universidad de Windsor (Windsor University School of Medicine), San Cristóbal

La pronunciación de San Cristóbal es similar a la de las islas vecinas de Antigua y Montserrat, pero con ligeras diferencias que sólo son perceptibles para los residentes de las Islas de Sotavento. 

### Educación
Existen ocho escuelas públicas en San Cristóbal y Nieves, así como varias escuelas privadas. La educación es obligatoria entre los 5 y los 16 años.
Principalmente, las instituciones privadas ofrecen atención infantil (0-3 años) y educación preescolar para niños de 3-5 años.
- Las escuelas primarias aceptan niños de 5 a 12 años (2 años de preescolar y 4 años de escuelas regulares).
- Las escuelas secundarias admiten a los niños durante 5 años. Las titulaciones están homologadas en el Espacio Económico Caribeño.
- El Colegio/Universidad de Ciencias Aplicadas: el Clarence Fitzroy Bryant College (CFBC) ofrece programas de licenciatura y máster en artes, educación, salud, ingeniería, administración de empresas y turismo. Es posible realizar otras especializaciones mediante la cooperación con universidades de la región del Caribe.

### Religión

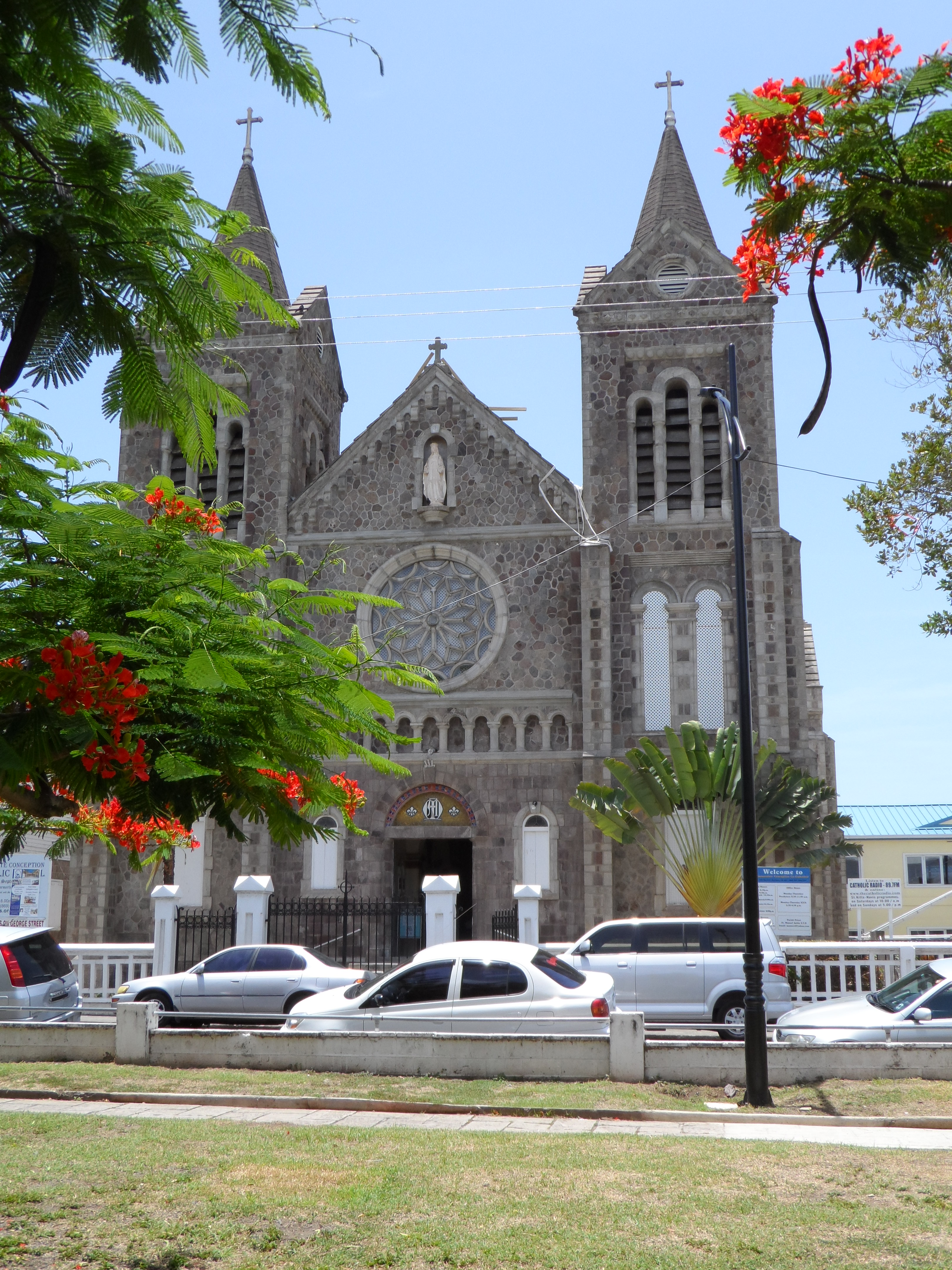
La Concatedral de la Inmaculada Concepción en Basseterre

La mayoría de los habitantes (82%) son seguidores del cristianismo, principalmente anglicanos, metodistas y otras denominaciones protestantes, también hay fieles de la Iglesia Católica. Los católicos son atendidos pastoralmente por la diócesis de Saint John-Basseterre, mientras que los anglicanos por la diócesis del Caribe Noreste y Aruba.
El hinduismo es la religión no cristiana más numerosa, seguida por el 1,82% de la población.
El Ministerio de Asuntos de Nieves, Trabajo, Seguridad Social y Asuntos Eclesiásticos se encarga de registrar a los grupos religiosos. Los grupos religiosos no están obligados a registrarse, pero hacerlo proporciona al gobierno una base de datos de contactos a través de la cual difunde información sobre la política gubernamental para los grupos religiosos. El registro también permite a los grupos religiosos actuar como organizaciones benéficas e importar artículos religiosos libres de impuestos.
La constitución permite a los grupos religiosos establecer y mantener escuelas a su cargo. Las escuelas públicas ofrecen instrucción religiosa cristiana, oraciones diarias y asambleas religiosas; los alumnos que no quieren asistir están exentos de todas las actividades religiosas. Las escuelas públicas exigen la vacunación de los niños para asistir a la escuela.
Según el censo de 2011, el 17 por ciento de la población es anglicana; el 16 por ciento, metodista; el 11 por ciento, pentecostal; el 7 por ciento, Iglesia de Dios; el 6 por ciento, católica; el 5 por ciento, bautista, morava, adventista del séptimo día y santidad wesleyana; el 4 por ciento, otros; y el 2 por ciento, hermanos, cristianos evangélicos e hindúes.

## Transporte
El transporte en San Cristóbal y Nieves (una federación de dos islas) incluye el tráfico normal por carretera, autobuses públicos, taxis, transbordadores, aeropuertos y un ferrocarril.
Basseterre es el centro de las principales carreteras de San Cristóbal. Charlestown (Nieves) es el centro equivalente en Nieves. Se conduce por la izquierda.

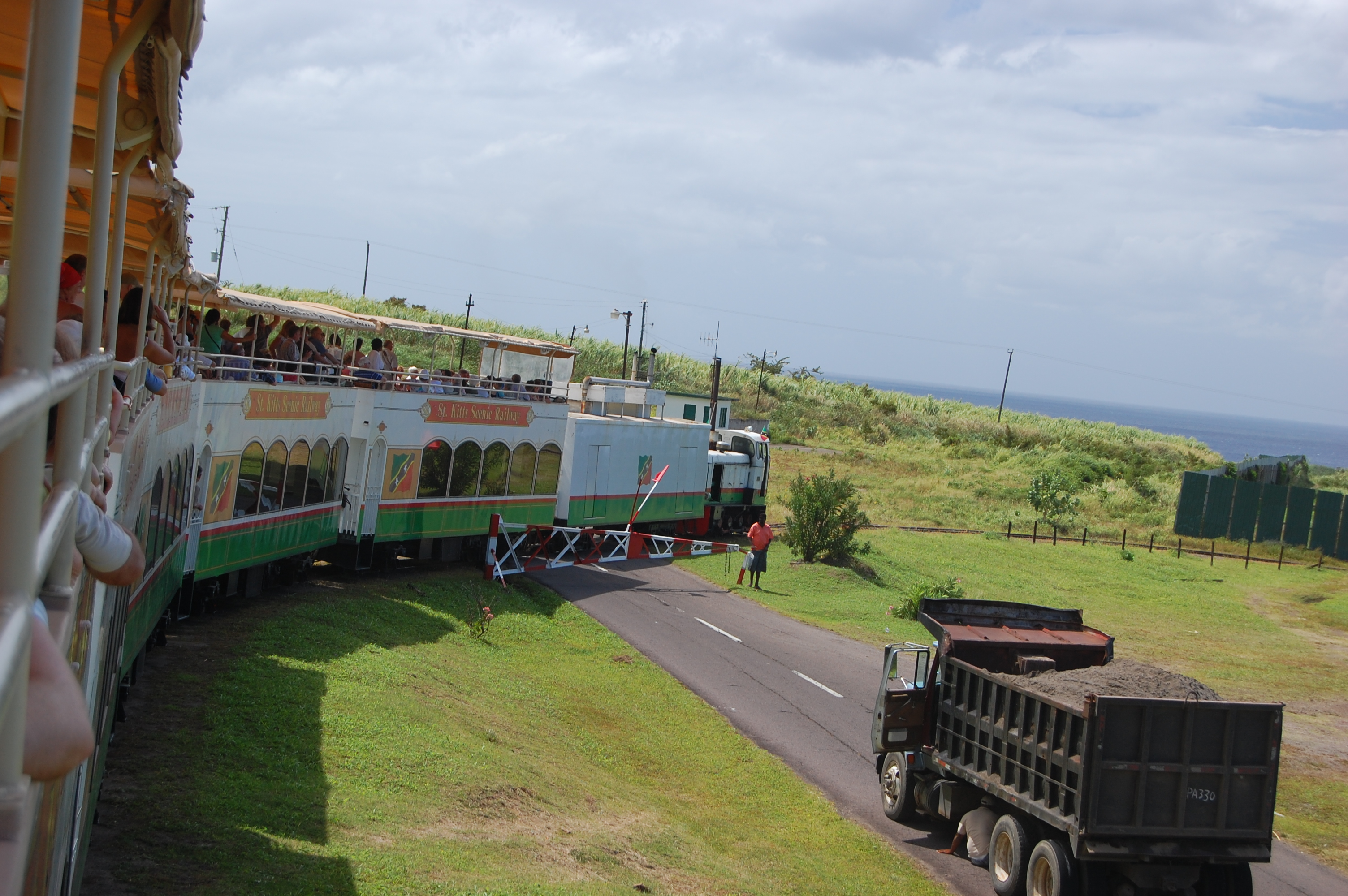
Tren turístico de San Cristóbal llamado St. Kitts Scenic Railway

El límite de velocidad en las zonas pobladas es de 40 km/h, con especial precaución en las zonas escolares. En las zonas rurales, el límite de velocidad es de 60 km/h.
La longitud total de las carreteras de San Cristóbal y Nieves es de 320 km. En 1999 se estimó que 136 km estaban pavimentadas y 184 km no estaban pavimentadas.
Los autobuses públicos son furgonetas de propiedad privada, pero con licencia del gobierno. A veces llevan un nombre decorativo en la parte delantera, y todos tienen una matrícula verde cuyo número empieza por la letra "H" o "HA".
El autobús puede pararse en cualquier punto de su recorrido (no sólo en las paradas), y también se detiene en cualquier punto de su recorrido (si se solicita) para dejar a un pasajero.
Las tarifas de los autobuses (en dólares del Caribe Oriental o CE) son de 2,50 dólares por un viaje de 5 millas o menos, 3 dólares por un viaje de 5 a 10 millas y 3,75 dólares por un viaje de más de 10 millas. 

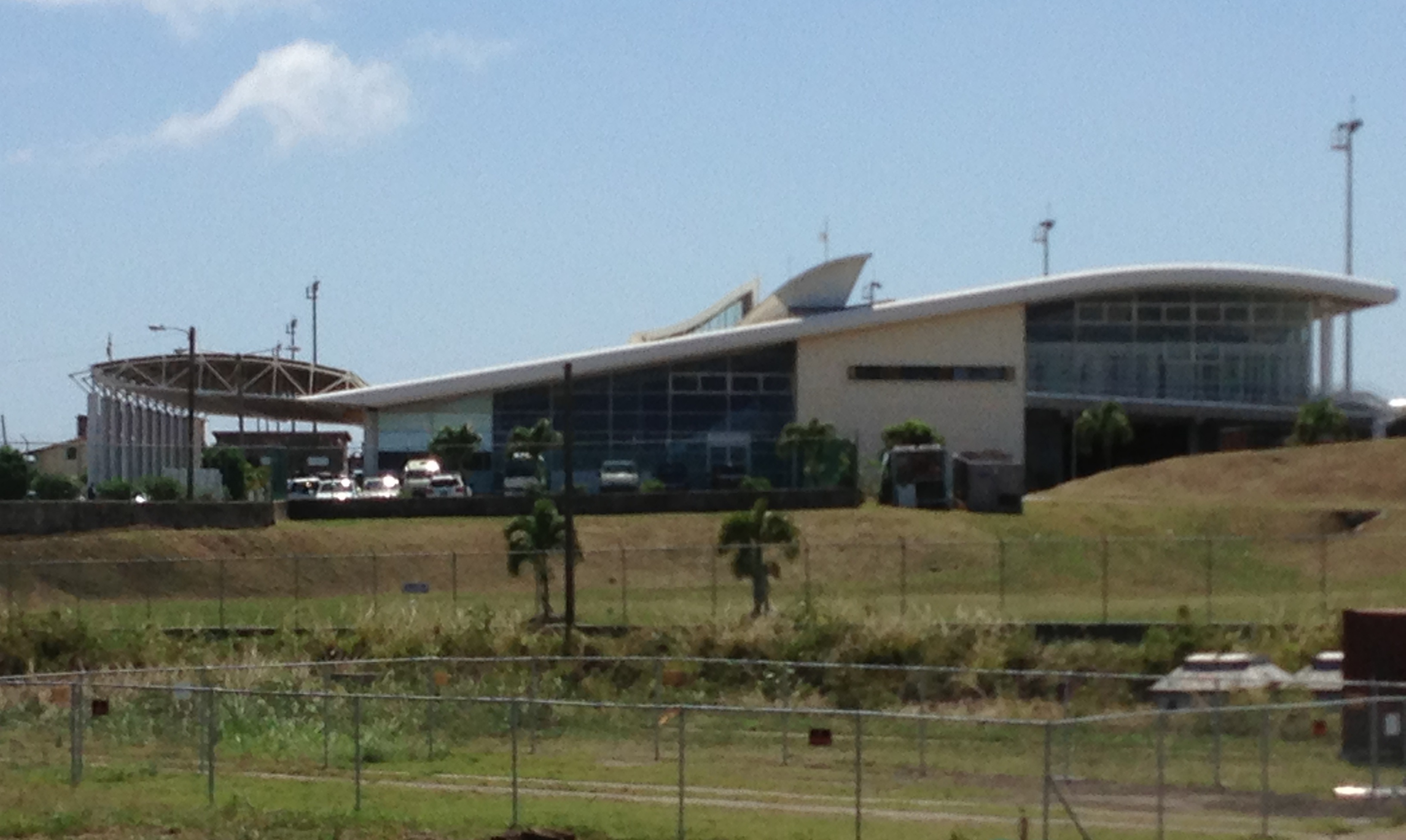
Terminal del Aeropuerto Internacional de San Cristóbal

Los destinos fuera de la ruta principal suelen ser posibles a petición, a discreción del conductor, previo pago de un pequeño recargo.
El Aeropuerto Internacional Robert L. Bradshaw (código de aeropuerto IATA SKB/TKPK) sirve a la ciudad de Basseterre, y por extensión a la isla de San Cristóbal. El aeropuerto está situado en el sur de la parroquia de Saint Peter Basseterre, en la periferia noreste de la ciudad de Basseterre. El aeropuerto, con una pista de 800 pies, tiene vuelos directos a Londres, Nueva York y Miami, y vuelos de temporada a Charlotte (Carolina del Norte) y Filadelfia (Pensilvania), además de otras ciudades importantes de Estados Unidos y Canadá durante la temporada turística.
El Aeropuerto Internacional Vance W. Amory (código de aeropuerto IATA NEV/TKPN) sirve a la isla de Nieves. La pista del aeropuerto tiene 4002 pies de longitud. Muchos vuelos conectan desde aquí con otras islas del Caribe, incluido Puerto Rico.
San Cristóbal cuenta con 58 km de ferrocarril de vía estrecha de 762 mm (2 pies), que se centra en la capital, Basseterre, y rodea la isla. La línea ferroviaria se construyó originalmente entre 1912 y 1926 para transportar la caña de azúcar a la fábrica central de azúcar de Basseterre. El último cargamento de caña de azúcar se entregó en la desaparecida fábrica en 2005, pero desde 2003 el ferrocarril ofrece un recorrido circular por la isla a bordo de vagones de dos pisos especialmente diseñados para los turistas. El tren del St. Kitts Scenic Railway circula actualmente desde Sandy Point hasta Basseterre, en dirección este.

## Cultura
La cultura como en otras islas del Caribe tiene influencias europeas y africanas. 
| Fecha                                     | Nombre en castellano               | Nombre local           | Notas |
| ----------------------------------------- | ---------------------------------- | ---------------------- | ----- |
| 1 de enero                                | Año nuevo                          | New Year’s Day         | 4,9   |
| 2 de enero                                | Fin de las dos semanas de carnaval | End of the Mardi Grass |       |
| Varía cada año                            | Viernes Santo                      | Good Friday            |       |
| Varía cada año                            | Lunes de Pascua                    | Easter Monday          |       |
| 1.er lunes de mayo                        | Día del trabajo                    | Labour Day             |       |
| 1.er lunes de junio                       | Pentecostés                        | Whit Monday            |       |
| 9 de junio (aunque cambia según los años) | Cumpleaños de la Reina             | Queen’s Birthday       |       |
| 1.er lunes de agosto                      | Día festivo de agosto              | August Monday          |       |
| 19 de septiembre                          | Día de la independencia            | Independence Day       |       |
| 25 de diciembre                           | Navidad                            | Christmas Day          |       |
| 26 de diciembre                           | Boxing Day                         | Boxing Day             |       |
| 31 de diciembre                           | Día del Festival                   | Festival Day           |       |

### Música y festivales
San Cristóbal y Nieves es conocida por una serie de celebraciones musicales, como el Carnaval (del 18 de diciembre al 3 de enero en San Cristóbal). La última semana de junio se celebra el Festival de Música de San Cristóbal (St Kitts Music Festival), mientras que Culturama, de una semana de duración, se celebra en Nieves desde finales de julio hasta principios de agosto.
Otros festivales de la isla de San Cristóbal son el Inner City Fest, en febrero en Molineaux; el Green Valley Festival, normalmente en torno al lunes de Pentecostés en el pueblo de Cayon; Easterama, en torno a la Semana Santa en el pueblo de Sandy Point; Fest-Tab, en julio o agosto en el pueblo de Tabernacle; y La festival de Capisterre, en torno al Día de la Independencia de San Cristóbal y Nieves (19 de septiembre), en la región de Capisterre. Estas celebraciones suelen incluir desfiles, bailes callejeros y música como salsa, jazz, soca, calipso y steelpan.
La película de 1985 Missing in Action 2: The Beginning se rodó en San Cristóbal.

### Medios de Comunicación
No hay ninguna emisora pública. La libertad de prensa y de los medios de comunicación está garantizada por la Constitución.
Los inicios de la radiodifusión comercial se remontan a la década de 1930. Posteriormente, la BBC se hizo cargo de la emisión de programas, con la ayuda de la cual se lanzó el primer programa de radio regular ZIZ (hoy ZIZ 96 FM, VHF desde 1973) en 1961. La cooperación con la BBC permitió ofrecer una programación diferenciada con información, educación y entretenimiento. Una emisora hermana Big Wave 96.7 FM se estableció en 2004. West Indies News Network es un portal de Internet y el operador del programa de radio FM WINN FM 98.9. 50 accionistas participan como propietarios, ninguno de los cuales posee más del 10% de las acciones para evitar el dominio individual. El operador se ve a sí mismo como la principal empresa de medios de comunicación. La radio Paradise de Trinity Broadcasting Network puede recibirse a través de un transmisor local de onda media. Además, hay numerosas emisoras de radio privadas con transmisiones de vídeo y audio.

## Deporte
El cricket es un deporte bastante popular en San Cristóbal y Nieves. Los mejores jugadores pasan a formar parte del equipo de críquet de las Indias Occidentales. Runako Morton un medio para bateador actual en el equipo principal, es de Nevis. San Cristóbal y Nieves es el país más pequeño de la Tierra que ha albergado alguna vez un evento de Copa Mundial ya que fue una de las sedes de la Copa Mundial de Críquet de 2007.

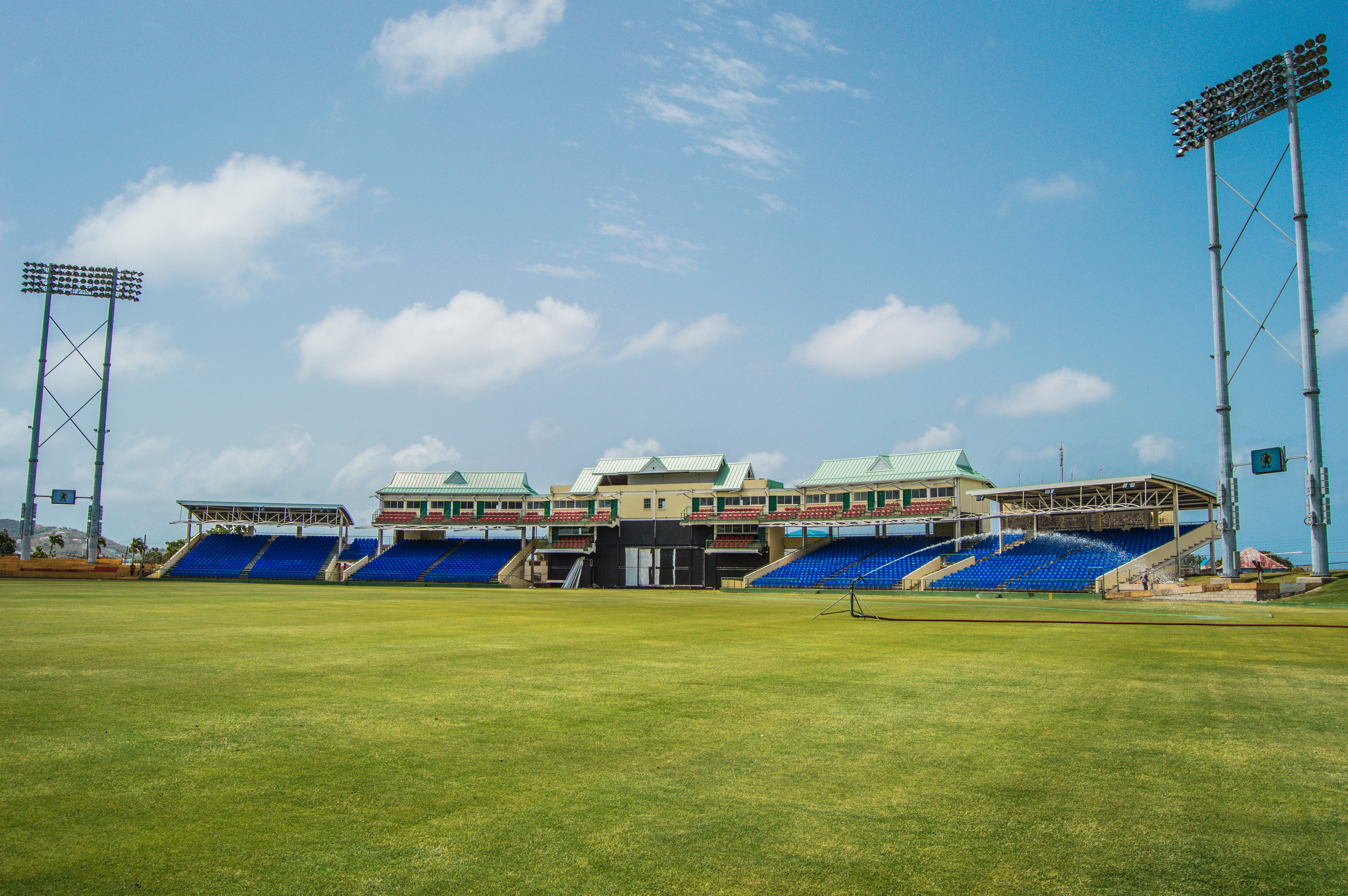
Estadio de Críquet Warner Park

El fútbol ocupa el segundo lugar en popularidad, la selección de San Cristóbal y Nieves, también conocido como los "Sugar Boyz", su máximo logro fue clasificar a la Copa Oro 2023 también avanzaron a la ronda semifinal de las eliminatorias para la Mundial de Fútbol Alemania 2006, y la Copa de Oro. Dirigido por Glence Glasgow, derrotaron a Islas Vírgenes Estadounidenses y Barbados antes de que fueran superados por México, San Vicente y las Granadinas y Trinidad y Tobago.
La Federación de Billar de San Cristóbal y Nieves (SKNBF), de su nombre en inglés, es el órgano de gobierno para el deporte de referencia en las dos islas. El SKNBF es miembro de la Unión de Billar del Caribe (CBU), con el presidente de la SKNBF Ste Williams, que tiene el cargo de vicepresidente de la CBU.
Kim Collins es el atleta más importante del país en las pruebas de pista y campo. Ha ganado medallas de oro en los 100 metros, tanto en el Campeonato Mundial de Atletismo como en los Juegos de la Commonwealth, y en los Juegos Olímpicos de Sídney 2000 fue el primer atleta del país en llegar a una final olímpica. Él y otros tres atletas representaron a San Cristóbal y Nieves en los Juegos Olímpicos de Pekín 2008.
A la escritora y ex patinadora artística y triatleta Kathryn Bertine se le concedió la doble nacionalidad en un intento de hacer que en los Juegos Olímpicos de Pekín 2008 representara a San Cristóbal y Nieves en ciclismo. Su historia se narra en línea en ESPN.com como parte de su función E-Ticket titulado "¿Así que quiere ser un deportista olímpico?". Ella en última instancia, no ganó los puntos necesarios para la clasificación olímpica.
San Cristóbal y Nieves tenía dos atletas en el Campeonato Mundial de Ciclismo en Ruta de 2010, los cuales fueron Reginald James Douglas y Weekes.